# Русская православная церковь заграницей
Ру́сская правосла́вная це́рковь заграни́цей (аббрев. РПЦЗ, англ. the Russian Orthodox Church Outside of Russia; ROCOR; другие названия: Ру́сская зарубе́жная це́рковь, Ру́сская правосла́вная це́рковь за рубежо́м, the Russian Orthodox Church Abroad, ROCA, также неофициальное именование в СМИ и литературе для отличения от других «осколков» РПЦЗ: РПЦЗ (МП)) — самоуправляемая церковь в составе Московского патриархата (с 17 мая 2007 года).
РПЦЗ возникла в 1920 году как объединение клириков и мирян Русской православной церкви, оказавшихся в эмиграции вследствие революции 1917 года и поражения Белого движения в Гражданской войне в Российской империи. Со времени появления претендовала на объединение под своим началом всей русской православной эмиграции, однако уже в 1926—1927 годах от РПЦЗ отделились клирики и миряне, возглавленные митрополитом Евлогием (Георгиевским), ставшие в дальнейшем известными как Архиепископия западноевропейских приходов русской традиции, и Северо-Американская митрополия, с 1970 года — Православная церковь в Америке. Попытки руководства РПЦЗ объединить русскую эмиграцию, за исключением пребывания Северо-Американской митрополии в составе РПЦЗ в 1935—1946 годах, успеха не имели. Напротив, в 1940-е годы значительная часть приходов РПЦЗ перешла в Московский патриархат. РПЦЗ всегда стремилась сохранить традиции православного благочестия, восходящие к Российской империи, активно занималась издательской и просветительской деятельностью. В послевоенные годы в РПЦЗ стало также развиваться миссионерское служение среди коренных жителей тех стран, в которых существовали приходы РПЦЗ. В СССР рассматривалась властями и официальной пропагандой как контрреволюционная, антисоветская монархическая «эмигрантская религиозно-политическая группировка»; в советской литературе и в литературе Московского патриархата, который рассматривал РПЦЗ как схизму, до начала 2000-х обычно именовалась по месту проведения Первого всезарубежного собора «карловацким расколом», а члены РПЦЗ — «карловчанами».
С середины 1920-х годов РПЦЗ рассматривала себя как свободную часть поместной Русской церкви. С момента образования и до 2007 года де-факто административно не подчинялась Московской патриархии, сперва ввиду затруднённости сношений с нею, а также ввиду дезорганизации деятельности руководства Патриаршей церкви в Москве в первой половине 1920-х, а затем, с 1927 года, окончательно вышла из административного подчинения «московской церковной власти», провозгласив Московскую патриархию несвободной в своих решениях. РПЦЗ непримиримо относилась к советскому режиму и идеологии коммунизма, что привело к осуждению ею также и Московской патриархии, ставшей на путь лояльности властям. С конца 1960-х по середину 2000-х находилась в евхаристическом общении с рядом старостильных юрисдикций. Отвергнув появившуюся ввиду ослабления контроля за религиозной жизнью в СССР возможность диалога с Московским патриархатом, руководство РПЦЗ в 1990 году начало спорную политику открытия собственных приходов на территории СССР и затем постсоветского пространства. Канонизация новомучеников российских, в том числе царской семьи (что сделала сама РПЦЗ в 1981 году), принятие документов, регламентирующих, в числе прочего, отношения с государством и с инославием на Архиерейском соборе Московского патриархата 2000 года заложили основу для диалога с Московским патриархатом, который начался в 2004 году и завершился 17 мая 2007 года подписанием Акта о каноническом общении, согласно которому РПЦЗ становилась «неотъемлемой самоуправляемой частью Поместной Русской Православной Церкви».

## История

### 1920-е годы
Начавшаяся в 1917 году на территории России Гражданская война, разделившая страну линиями фронтов, стала причиной нарушения связей между патриархом Тихоном и епархиями на территориях под контролем белых сил. Такая ситуация создавала массу проблем на местах, так как количество вопросов, связанных с церковной жизнью и требовавших санкции высшей церковной власти, постоянно возрастало. В мае 1919 года в Ставрополе — на территории, контролировавшейся Белым движением, — было образовано Временное высшее церковное управление на Юго-Востоке России (ВВЦУ ЮВР). Учреждение ВВЦУ было легитимизировано изданием «Постановления Патриарха Тихона, Священного синода и Высшего церковного совета» № 362 от 7/20 ноября 1920. Хотя связь с Патриархом Тихоном была потеряна, эмигранты, как правило, не допускали и мысли о переходе в другие Поместные Церкви — слишком непонятным и чуждым казался их церковный быт. Помимо создания приходов для эмигрантов необходимо было решать и вопросы об улучшении богослужения, о развитии издательской деятельности, о создании братств и сестричеств, о проповеди, что требовало значительных материальных средств, изыскание которых было под силу лишь единой церковной организации. Появившиеся в эмиграции политические партии претендовать на роль объединителей не могли — они были малочисленны, бедны и раздроблены. Изгнанники нуждались в священниках не только как в совершителях таинств и хранителях русских традиций, но и как в патриотических лидерах. Ни греческое, ни болгарское, ни сербское духовенство не могло взять на себя идейное лидерство в русской эмиграции, не могло в должной степени понять её чаяний. Всё это подталкивало к сохранению Временного высшего церковного управления в эмиграции.
Ещё находясь в Крыму, ВВЦУ ЮВР стало брать на себя решение проблем, связанных с внешней деятельностью Русской церкви, из-за невозможности московской церковной власти контактировать со своими зарубежными миссиями и приходами, Поместными церквями и инославным миром. 14 октября 1920 года ВВЦУ ЮВР постановило, что все «русские церкви за границей» Высшее Церковное Управление считает находящимися в своём подчинении — впредь до установления связи с патриархом Московским и всея России. К середине ноября 1920 года в оккупированный тогда войсками Антанты Константинополь (Османская империя) прибыло и стало на рейде свыше 125 кораблей русского и иностранных флотов, переполненные беженцами из Крыма в числе около 150-ти тысяч человек. 19 ноября того же года на борту парохода «Великий князь Александр Михайлович» состоялось первое заграничное заседание ВВЦУ ЮВР, в котором приняли участие митрополит Антоний (Храповицкий), митрополит Платон (Рождественский), архиепископ Феофан (Быстров) и епископ Вениамин (Федченков). В декабре того же года ВВЦУ ЮВР было преобразовано в Высшее русское церковное управление за границей (ВРЦУЗ), в подчинение которого вошли не только епископы-эмигранты, но и те части Российской церкви, которые оказались вне пределов бывшей Российской Республики: многочисленные приходы в Западной Европе, на Балканах, в Палестине, Северной Африке, Китае, Японии, Южной Америке. На правах епархии находилось и Управление военным и морским духовенством. Вместе с тем, епархии, оказавшиеся на территории межвоенной Польши, Прибалтики и Финляндии не вошли в РПЦЗ.
Положение русских беженцев в Константинополе было весьма тяжёлым и политически опасным (ввиду тесных отношений между кемалистами и большевиками), что побуждало русских беженцев перемещаться в другие страны, в частности на Балканы, главным образом в Королевство сербов, хорватов и словенцев, где установился благоприятный для них устойчиво антисоветский монархический режим. 21 апреля 1921 года ВРЦУЗ приняло решение о переезде в Сремские Карловцы, где патриарх Сербский Димитрий отдал в распоряжение русских архиереев патриаршую резиденцию (бывших Карловацких патриархов). 31 августа 1921 года Архиерейский собор Сербской православной церкви предоставил ВЦУ заграницей право юрисдикции над русским духовенством, не состоящим на службе в Сербской церкви. 21 ноября — 3 декабря 1921 года в Сремских Карловцах состоялось Всезаграничное русское церковное собрание, впоследствии переименованное в Собор. На Соборе были приняты «Обращение к воинам русской армии», «Послание чадам Русской православной Церкви, в рассеянии и изгнании сущим», а также «Послание к Генуэзской конференции» с призывом не допускать на эту конференцию представителей советского государства. Ряд заявлений Собора носил чисто политический характер, в частности, призыв к восстановлению на российском престоле «законного православного царя из дома Романовых» и прямой призыв к мировым державам оказать помощь для вооружённого свержения режима в РСФСР. Собор образовал Высшее русское церковное управление за границей (ВРЦУ), состоявшее из Архиерейского синода и Высшего церковного совета под председательством митрополита Антония, которому было усвоено звание заместителя патриарха. 5 мая 1922 года в Москве в соединённом присутствии Священного синода и Высшего церковного совета под председательством патриарха Тихона было вынесено постановление, признававшее «Карловацкий Собор заграничного русского духовенства и мирян не имеющим канонического значения и послание его о восстановлении династии Романовых и обращение к Генуэзской Конференции не выражающим официального голоса Русской православной церкви». Высшее Церковное Управление заграницей упразднялось ввиду того, что оно «увлекается в область политического выступления, — а с другой стороны, заграничные русские приходы уже поручены попечению проживающего в Германии Преосвященного Митрополита Евлогия». 2 сентября 1922 года Архиерейский собор в Сремских Карловцах формально исполнил волю патриарха Тихона, распустив ВРЦУ, но, предполагая, что указ патриарха Тихона был дан под давлением советской власти, учредил «в целях сохранения правопреемства Высшей Церковной власти» Временный заграничный Архиерейский синод из пяти человек «с обязательным участием митрополита Евлогия». Предполагались регулярные созывы Архиерейских соборов. Митрополит Евлогий отказался принять на себя власть в Зарубежной церкви и заявил, что она должна принадлежать Архиерейским соборам, а в перерывах между ними Архиерейскому синоду. 
После 1923 года стали ухудшаться отношения между Архиерейским синодом РПЦЗ и митрополитом Евлогием (Георгиевским), который всё меньше оглядывался на Архиерейский синод и вскоре прекратил поминовение митрополита Антония за богослужением. Митрополит Евлогий соглашался признать за Архиерейским синодом только моральный авторитет, добиваясь самостоятельности для себя и своей епархии, в то время как Архиерейский синод настаивал на централизации церковного управления, видя свою цель в сохранении единства Русской церкви в эмиграции. Конфликт подогревался различиями в политических воззрениях между окружением митрополита Антония и митрополита Евлогия. 29 июня 1926 года митрополит Евлогий демонстративно покинул Архиерейский собор в Сремских Карловцах. В отсутствие митрополита Евлогия Собор принял решение о выделении самостоятельной Берлинской епархии и выведение из его подчинения приходов в Южной Америке. Кульминацией разделения было запрещение митрополита Евлогия в священнослужении решением Архиерейского синода от 26 января 1927. Реагируя на это решение, митрополит Платон (Рождественский) и четверо из пяти викарных архиереев Северо-Американской епархии, также стремившиеся к самостоятельному существованию, обратились 31 января 1927 года к американской пастве с заявлением о неканоничности Архиерейского синода РПЦЗ. Заявивший о своей поддержке Синода РПЦЗ епископ Сан-Францисский Аполлинарий (Кошевой) 1 февраля того же года был уволен митрополитом Платоном. 31 марта того же года Архиерейский синод РПЦЗ признал это увольнение неканоничным и поручил епископу Аполлинарию временное управление новосозданной Североамериканской епархией РПЦЗ. В юрисдикции митрополита Платона (Рождественского) перешли около 200 приходов, в РПЦЗ остались около 60.

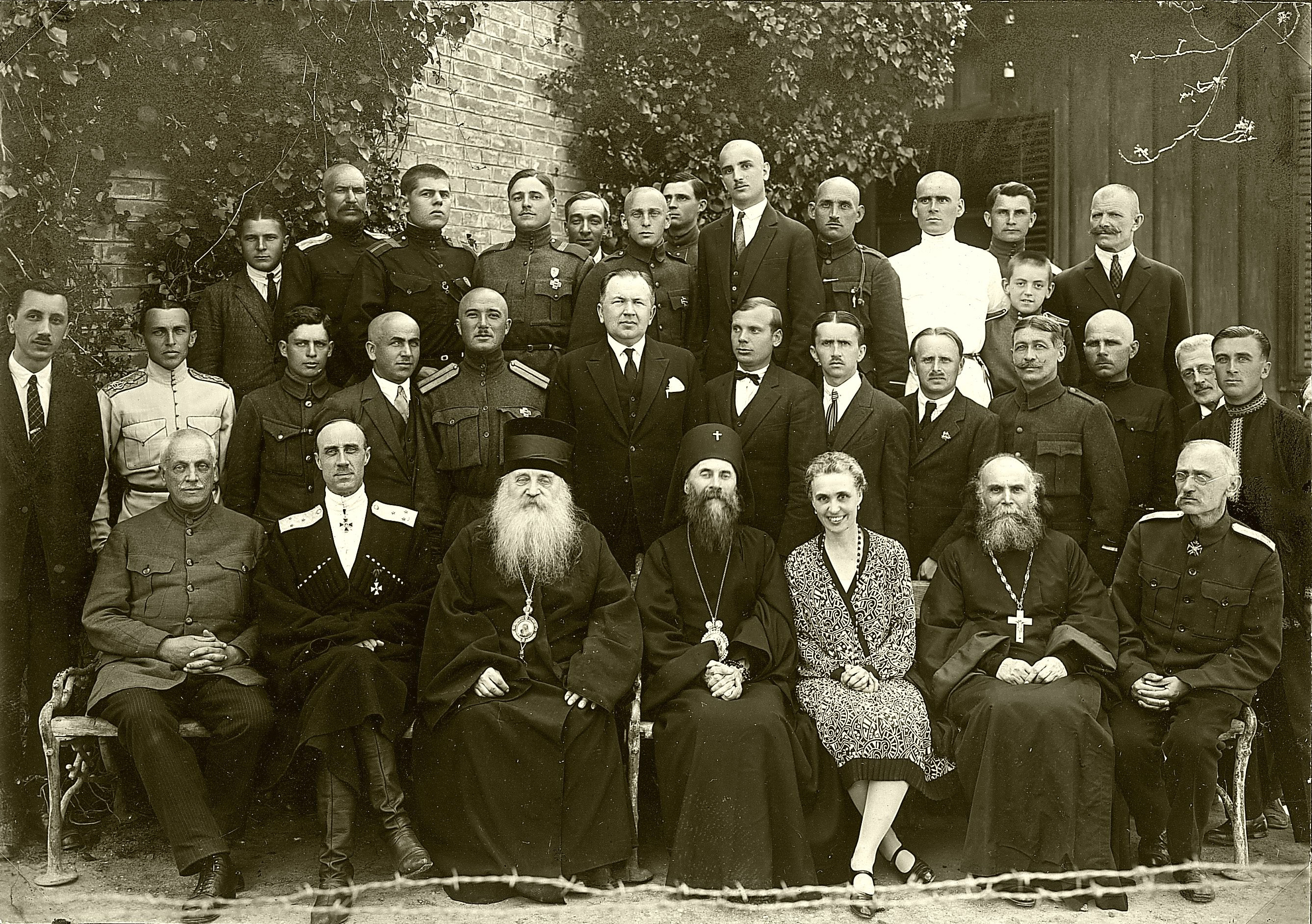
Русская эмиграция в Белграде. Пасха 1927 года. В первом ряду сидят: Сергей Палеолог, Пётр Врангель, митрополит Антоний (Храповицкий), архиепископ Анастасий (Грибановский), Ольга Врангель, протоиерей Пётр Беловидов, Н. А. Терещенко

5 сентября 1927 году Архиерейский собор РПЦЗ, заслушав послание заместителя патриаршего местоблюстителя митрополита Сергия и Временного патриаршего Священного синода от 16/29 июля 1927 года («Декларацию митрополита Сергия»), постановил «прекратить сношения с Московской церковной властью ввиду невозможности нормальных сношений с нею и ввиду порабощения её безбожной советской властью, лишающей её свободы в своих волеизъявлениях и каноническом управлении Церковью». Тот же Собор подтвердил законность запрещения митрополита Евлогия и вынес решение восстановить общение с польскими иерархами, не признавая при этом автокефалии Польской церкви, выданной Константинопольским патриархатом в 1924 году без согласия Московского патриархата.
Оказавшись под запретом со стороны Архиерейского синода РПЦЗ, митрополит Евлогий признал митрополита Сергия (Страгородского) и его Синод, к которому обратился с апелляцией. Постановлением митрополита Сергия и Временного патриаршего синода от 9 мая 1928 года № 104 «Архиерейский Собор и Синод в Карловцах» упразднялись, а их действия и распоряжения объявлялись не имеющими канонической силы и отменёнными, а также признавались «самочинием, весьма опасным для церковного порядка и даже единства Русской Православной Церкви, не только за границей, но и в пределах СССР <…> и навлекающим на виновников его тяжкие взыскания по церковным канонам». Действия митрополита Евлогия были восприняты в РПЦЗ как открытое предательство русских церковных интересов и воспринимались даже тяжелее, чем разделение с Московской патриархией: действия митрополита Сергия (Страгородского) эмигранты могли объяснить давлением на него ОГПУ, в то время как митрополит Евлогий сделал этот шаг добровольно.

### 1930-е годы
22 июня 1934 года заместитель патриаршего местоблюстителя митрополит Сергий и Временный патриарший Священный синод при нём издали постановление «О Карловацкой группе», согласно которому «заграничные русские архиереи и клирики так называемой Карловацкой группы» предавались церковному суду «с устранением обвиняемых впредь до их раскаяния или до решения о них суда от церковных должностей (если таковые они занимают)». До решения церковного суда запрещались в священнослужении «бывший Киевский митрополит» Антоний (Храповицкий), «бывший Кишинёвский архиепископ» Анастасий (Грибановский), «бывший Забайкальский архиепископ» Мелетий (Заборовский), «бывший Финляндский архиепископ» Серафим (Лукьянов), «бывший Камчатский епископ» Нестор (Анисимов), епископ Тихон (Лященко), епископ Тихон (Троицкий) и епископ Виктор (Святин) «в Пекине». 10 сентября 1934 года Архиерейский собор в Сремских Карловцах особым постановлением отверг указ митрополита Сергия; постановление было подписано 17 епископами, не считая подписи митрополита Антония. Вместе с тем суд над зарубежными архиереями, о котором говорится в решении от 22 июня 1934 года, так и не состоялся.

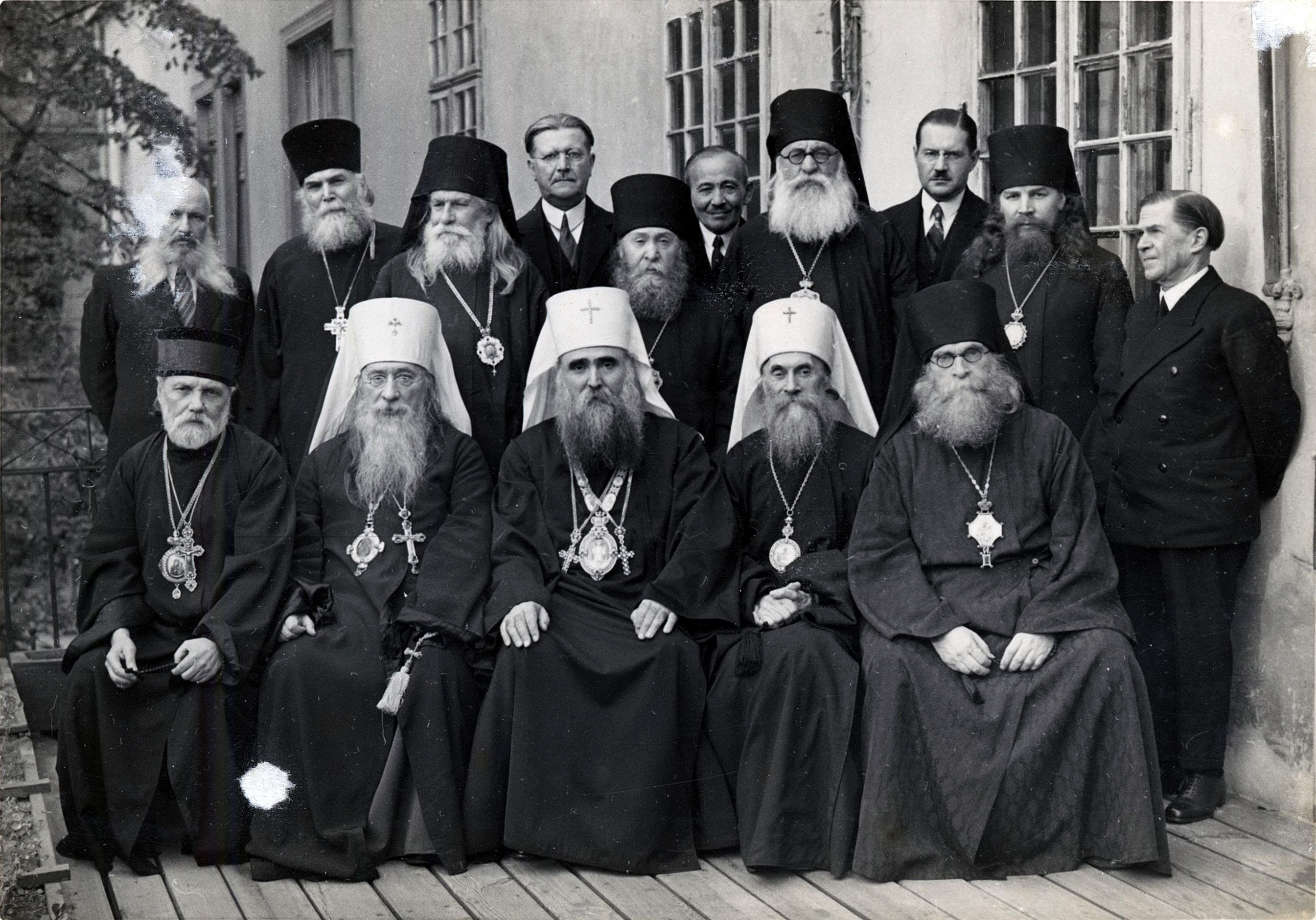
Совещание заграничных русских архиереев под председательством патриарха Сербского Варнавы в Сремских Карловцах, на котором было выработано «Временное положение о Русской Православной Церкви заграницей». Октябрь 1935 года. Слева направо сидят: митрополит Феофил (Пашковский), митрополит Евлогий (Георгиевский), патриарх Варнава, митрополит Анастасий (Грибановский), епископ Димитрий (Вознесенский)

В середине 1930-х годов предпринимались усилия по нормализации церковной жизни русской диаспоры, в первую очередь, по соединению всех русских юрисдикций за рубежом в одну. Близкий к митрополиту Антонию Владимир Родзянко взял на себя посредничество в примирении митрополитов Антония и Евлогия, передав митрополиту Евлогию письмо от митрополита Антония. В мае 1934 года митрополит Евлогий прибыл в Белград. Митрополиты примирились и прочли друг над другом разрешительную молитву. Архиерейский синод РПЦЗ счёл это недостаточным для возобновления общения и не допустил митрополита Евлогия до служения с клириками РПЦЗ. В августе 1934 года Архиерейский собор в Сремских Карловцах, на который митрополит Евлогий был приглашён, но не прибыл, снял с него запрещения, но самого митрополита Евлогия это постановление не удовлетворило, так как он был не согласен с формулировками решения, что он «сам осудил свой поступок», «сам просил простить меня», считая незаконным само запрещение. В окружении митрополита Евлогия в Париже большинство было против возобновления общения с «карловчанами», которое и не произошло. Инициативу примирения и улаживания споров в русской церковной диаспоре взял на себя патриарх Сербский Варнава, под председательством которого в ноябре 1935 года в Сремских Карловцах состоялось совещание заграничных русских архиереев, в котором участвовали архиереи, принадлежавшие всем ветвям церковной диаспоры. Был принят «Проект временного Управления Русской Церкви за границей», согласно которому Синоду предоставлялось право поставлять епископов в автономные митрополичьи округа: Балканский во главе с архиепископом Анастасием (Грибановским), Западно-Европейский во главе с митрополитом Евлогием (Георгиевским), Северо-Американский во главе с митрополитом Феофилом (Пашковским) и Дальневосточный во главе с епископом Хайларским Димитрием (Вознесенским). Новый глава Северо-Американского округа митрополит Феофил поддержал это решение, таким образом, согласившись войти в РПЦЗ на условиях автономии. Митрополит Евлогий согласился подписать «Временное положение», если его одобрят епархиальное собрание в Париже и утвердит патриарх Константинопольский. Кроме того, по его настоянию были внесены пункты, согласно которым осуждались недружественные выступления клириков одной ориентации против клириков других направлений, запрещалось создавать приходы параллельных юрисдикций на одной территории, запрещались самовольные переходы священников из одной епархии в другую. Собор завершился Божественной литургией, которую совершил патриарх Варнава в сослужении русских и сербских архиереев. Возобновление общения РПЦЗ с приходами митрополита Евлогия на практике не состоялось, так как епархиальное собрание, созванное в Париже митрополитом Евлогием, отказалось утвердить «Временное положение». Оставались взаимное недоверие, соперничество, взаимные претензии.
С конца 1935 года Рейхсминистерство церковных дел Германии начало политику определённого покровительства РПЦЗ. Ставка на РПЦЗ была сделана в связи с тем, что, с одной стороны, на территории Германии в 1930-е года русские эмигранты составляли бо́льшую часть всех православных, и греки, болгары, сербы, румыны зачастую входили в русские приходы, с другой стороны, нацистское государство не доверяло Временному Западноевропейскому зкзархату с центром во Франции. На «евлогианские» приходы стали оказывать давление с целью побудить их перейти в РПЦЗ. 24 апреля 1936 года Рейхсминистерство церковных дел Германии сообщило митрополиту Антонию о решении правительства Пруссии и возможности строительства нового кафедрального собора Воскресения Христова в Берлине на Гогенцоллерндамм частично на средства министерства.

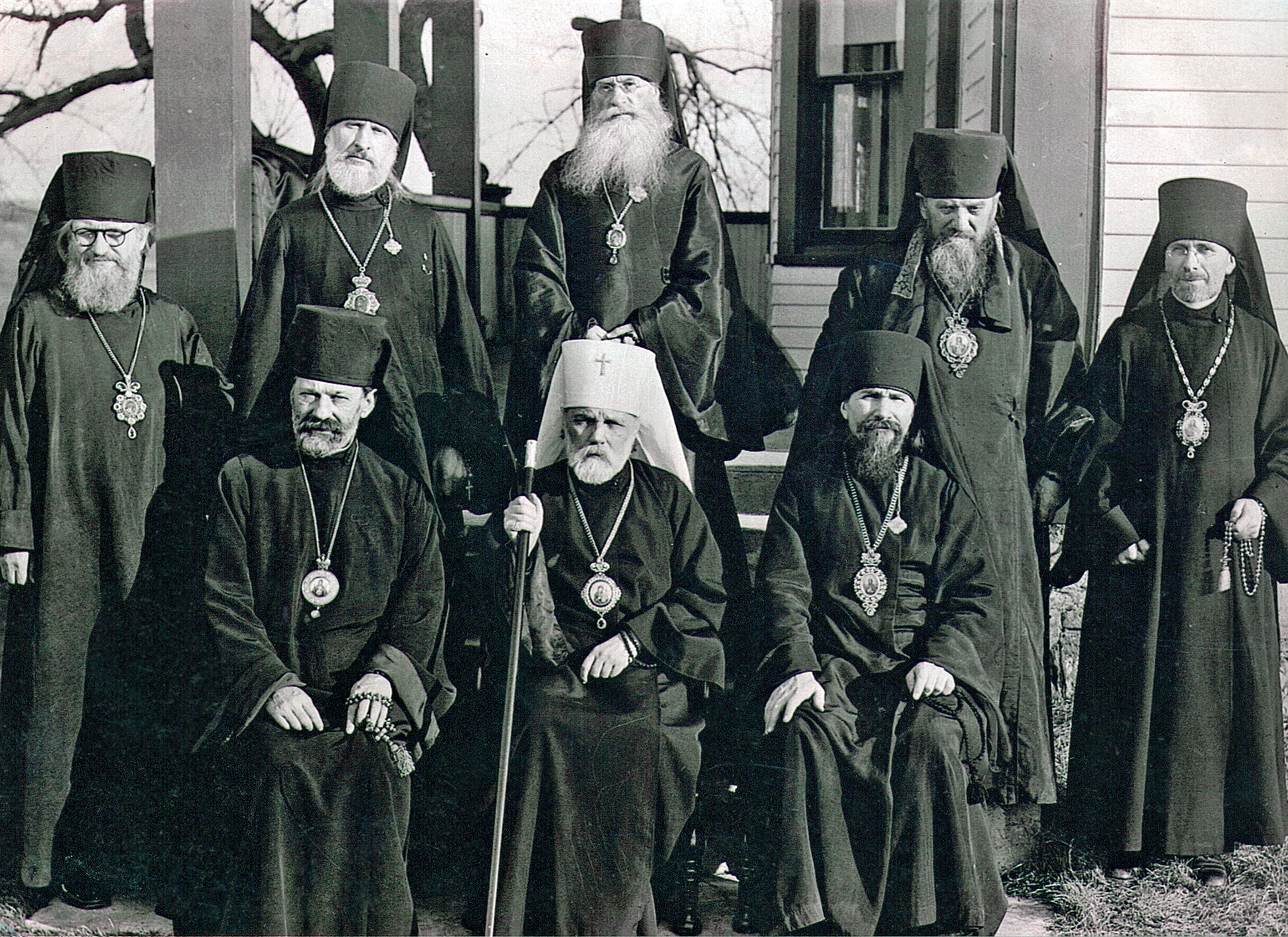
Иерархи Северо-Американской митрополии в составе РПЦЗ в конце 1930-х годов. Сидят: архиепископ Адам (Филипповский), митрополит Феофил (Пашковский), архиепископ Виталий (Максименко); Стоят: епископ Макарий (Ильинский), епископ Леонтий (Туркевич), епископ Иероним (Чернов), епископ Арсений (Чаговец), епископ Вениамин (Басалыга)

В мае 1936 года состоялся совет русских епископов Америки, который включал в себя и проживавших в США епископов РПЦЗ. Совет ратифицировал «Временное положение», подтвердив одновременно автономный статус Американского округа. В октябре 1937 года в Нью-Йорке состоялся VI Всеамериканский собор, одобривший решения 1935 года. Вместе с тем достигнутое соглашение не было прочным. Историк Дмитрий Поспеловский отмечал, что «для большинства православных американцев, в основном западноукраинского происхождения, группа эмигрантских епископов-монархистов, сидящих в Югославии, ничего не значила». Неприязненные отношения между приходами «карловацкой» и собственно американской ориентации сохранялись несмотря на достигнутое объединение.
В сентябре 1936 года уже после смерти митрополита Антония (Храповицкого) патриарх Сербский Варнава созвал совещание архиереев РПЦЗ, которое приняло «Временное положение о Русской православной церкви заграницей». Первая глава «Положения» определяла Русскую церковь за пределами СССР следующим образом: «Русская православная церковь заграницей, состоящая из находящихся за пределами России епархий, духовных миссий и церквей, есть неразрывная часть Российской Православной Церкви, временно существующая на автономных началах. Имя Местоблюстителя Всероссийского Патриаршего Престола Митрополита Петра всегда возносится за богослужением во всех заграничных церквах». «Положение» делило РПЦЗ на четыре области: Западно-Европейскую, Ближне-Восточную, Северо-Американскую и Дальне-Восточную, в каждой из которых должен быть образован митрополичий округ.
В конце 1936 года пришла весть (как окажется много позже, — неверная) о кончине патриаршего местоблюстителя митрополита Петра, о чём на Западе узнали через митрополита Елевферия. В Москве заместитель местоблюстителя митрополит Сергий возложил на себя звание патриаршего местоблюстителя. На Архиерейском соборе РПЦЗ в декабре 1937 года был составлен «Акт о законном преемстве звания Местоблюстителя московского патриаршего престола и возглавления Русской православной церкви после смерти Митрополита Крутицкого Петра». Посчитав притязания митрополита Сергия незаконными, Архиерейский собор признал митрополита Казанского Кирилла законным местоблюстителем, не зная о его расстреле 20 ноября 1937 года. Однако, «чтобы не навлечь на него тяжких гонений со стороны безбожной власти», Архиерейский собор вместо открытого поминовения митрополита Кирилла постановил поминать «Православное Епископство Церкве Российския».
25 февраля 1938 года был издан декрет правительства Германии о переходе всех церковных имуществ в распоряжение Рейхсминистерства церковных дел. Рейхсминистерство религиозных культов поддержало Германскую епархию РПЦЗ и предоставило ей государственный статус «корпорации публичного права», имевшийся тогда только у лютеран и католиков. В 1938 году нацисты финансировали строительство нового кафедрального собора Воскресения Христова РПЦЗ на Гогенцоллерндамм в Берлине, а также капитальный ремонт 19 православных храмов. При этом храмы Западноевропейского экзархата русских приходов были конфискованы и переданы РПЦЗ.
С 14 по 24 августа 1938 года в Сремских Карловцах под председательством митрополита Анастасия прошёл Второй всезарубежный собор, в котором приняли участие 97 человек: 13 епископов, 26 священников и 58 мирян. Помимо рассмотрения текущих дел, Собор обратился с двумя посланиями: «К русскому Народу, в Отечестве страждущему» и «К Русской пастве, в рассеянии сущей». Вопреки названию, Собор представлял не всё Русское зарубежье, а только тех, кто состоял в РПЦЗ; зарубежные приходы Московского патриархата и «евлогиане» на Соборе представлены не были. В силу этого Собор не достиг цели, ради которой он был созван — объединения русской эмиграции.

### 1940-е годы
После занятия в апреле 1941 года Белграда германскими войсками последовали репрессии против руководства Сербской церкви; 25 апреля патриарх Гавриил был арестован. Отношение военной администрации в Югославии к Архиерейскому синоду было более благожелательным, но всё же оно с 1941 года уже не таким как раньше. 22 июня 1941 года сотрудники гестапо обыскали покои митрополита Анастасия, канцелярию Архиерейского синода и квартиру правителя дел синодальной канцелярии Григория Граббе. Митрополит Анастасий воздержался от издания какого-либо послания в связи с началом войны на территории СССР, хотя некоторая часть русских эмигрантов приветствовала начало войны между Германией и СССР, связывая с ним скорый крах большевистского режима в России. Основной целью Синода в сношениях с германскими ведомствами было участие в церковном возрождении на занятой вермахтом территории СССР. Но направленная в Рейхсминистерство церковных дел Анастасием 26 июня 1941 года просьба о разрешении ему на проезд в Берлин для обсуждения вопроса об организации на «восточных территориях» церковной власти была отклонена вследствие неприятия таких предложений другими ведомствами Третьего рейха. 1 октября 1941 года митрополит Анастасий отправил в Берлин мнение Архиерейского синода о положении церковных дел в России, которое предусматривало «возобновление церковной жизни в освобождённых от коммунистической власти областях» и «воссоздание законной всероссийской церковной власти»; предлагалось предоставить Синоду возможность командировать епископов в Россию, а также в перспективе созыв «в Москве в возможно ближайшее время по освобождении ея» Собора «из всех наличных епископов Русской Церкви, не скомпрометированных сотрудничеством с митрополитом Сергием и особенно участием в его Синоде, во главе со старейшим из них и составить временное высшее церковное управление, которое впоследствии созвало бы и Всероссийский Собор для восстановления Патриаршества и суждения о дальнейшем устройстве Русской Церкви». Однако, несмотря на проводимую руководством Германии политику религиозного и юрисдикционного плюрализма на занятых территориях СССР, отношение к РПЦЗ было недоверчивым, в частности, в силу присущего ей монархизма, и её деятельность на территории СССР имела ограниченный характер; сам митрополит Анастасий находился под фактическим домашним арестом. Тем не менее, он отправлял на оккупированные территории СССР как через берлинского иерарха Серафима (Ляде), так и напрямую, собранные в Сербии антиминсы, нательные крестики, богослужебные книги. В мае 1942 года архиепископ Гермоген (Максимов) уступил давлению властей пронацистского Независимого государства Хорватия, глава которого Анте Павелич 5 июня назначил его Хорватским митрополитом. Митрополит Анастасий категорически не признал образования Хорватской православной церкви и запретил архиепископа Гермогена в священнослужении. Давление германских властей с целью добиться отмены запрета оказалось безрезультатным.
14 сентября 1943 года, через два дня после интронизации патриарха Сергия (Страгородского), митрополит Анастасий сделал заявление о непризнании выборов патриарха. Заявление было положительно оценено в МИД Германии, и ходатайство Архиерейского синода, в котором к тому времени оставалось всего два епископа (сам Анастасий и Серафим (Ляде)), о встрече епископов для решения кадровых вопросов было удовлетворено: было позволено провести в Вене целую архиерейскую конференцию. «Архиерейское совещание иерархов Православной Русской Церкви Заграницей» из 14 человек (включая двух представителей Белорусской церкви) состоялась в Вене 21—26 октября 1943 года и приняло резолюцию о непризнании избрания «Патриарха Всероссийского в Москве» и призвало на борьбу с коммунизмом «всех верующих Православной Русской Церкви на Родине и в рассеянии сущих»; третий принятый совещанием документ — «Резолюция по вопросу о том, чем Церковь может содействовать борьбе с большевистским безбожием» — фактически содержал критику германской политики в отношении Русской Церкви и включал требования, направленные на предоставление ей большей свободы, в том числе и на оккупированных территориях.
В сентябре 1944 года служащие и члены Синода покинули Белград и выехали в Вену, возложив на протоиерея Иоанна Сокаля возглавление Епископского совета и управление русскими церковными общинами в Югославии. 10 ноября служащие и члены Синода РПЦЗ поселились в Карлсбаде. 14 ноября 1944 года в день занятия Белграда Красной армией Архиерейский синод Сербской церкви отменил действие определения Архиерейского собора от 31 августа 1921 года о принятии под защиту Русской зарубежной церкви с сохранением её самостоятельной юрисдикции на территории страны. В Германии митрополит Анастасий имел несколько встреч с генералом Андреем Власовым, благословил создание Русской освободительной армии (РОА). 18 ноября 1944 года он присутствовал в Берлине на торжественном собрании, провозгласившем учреждение Комитета освобождения народов России. В связи с приближением советских войск митрополит Анастасий и сотрудники Синода при содействии генерала Власова выехали в Баварию.
13 апреля 1945 года Архиерейский синод Сербской православной церкви дал разрешение на канонический отпуск всем священникам РПЦЗ на территории Югославии, находившимся под покровительством Сербской церкви. В тот же день епископ Сергий (Ларин) воссоединил с патриархом Московским русское духовенство в Белграде. Воссоединение русского духовенства через покаяние в расколе вызвало негодование сербских архиереев, поскольку они считали клириков РПЦЗ де-факто состоящими в их юрисдикции. В течение апреля в клир Московского патриархата были приняты все клирики РПЦЗ в Югославии. Требование епископа Сергия прекратить евхаристическое общение с «нашими эмигрантами как раскольниками» сербским духовенством было отвергнуто.
10 августа 1945 года патриарх Алексий I обратился к архипастырям и клиру «так называемой карловацкой ориентации» с призывом к покаянию в учинённом разделении: «Над теми, кто останется и на этот раз глухим к нашему отеческому призыву, будет подтверждено вышеупомянутое решение Священного Синода Русской Православной Церкви 1934 года». В октябре того же года митрополит Анастасий ответил посланием, в котором назвал положение Церкви в СССР несвободным, «льготы», предоставленные ей — «слишком незначительными», неискренними и непрочными, констатировал, что в обмен на «долю свободы» Церковь в СССР должна была поступиться «своей внутренней независимостью». Своё послание он завершил словами: «Вполне правомочным судией между Зарубежными епископами и нынешним главою Русской Церкви мог быть только свободно и законно созванный и вполне независимый в своих решениях Всероссийский церковный Собор с участием по возможности всех заграничных и особенно заточённых ныне в России епископов». Несмотря на такое послание, переходы в Московский патриархат продолжились. В августе 1945 года в Московский патриархат в сущем сане митрополита перешёл Серафим (Лукьянов) — глава Западно-Европейской епархии РПЦЗ. 15 октября 1945 года были приняты русские приходы в Чехословакии во главе с епископом Сергием (Королёвым), а 23 октября — русские православные приходы Восточной Германии во главе с архиепископом Александром (Немоловским). Причём в отличие от духовенства в Югославии от них не требовали покаяния в расколе. 30 октября в юрисдикцию Московского патриархата был принят архиепископ Серафим (Соболев) вместе с семью русскими приходами в Болгарии. 27 октября того же года прибывший в Харбин епископ Елевферий (Воронцов) присоединил к Московскому патриархату духовенство и паству Харбинской епархии. 27 декабря того же года Священный синод Русской православной церкви постановил считать воссоединёнными с Русской православной церковью с 26 октября архипастырей: митрополита Харбинского Мелетия, архиепископа Димитрия (Вознесенского), архиепископа Нестора (Анисимова), архиепископа Пекинского Виктора (Святина), епископа Цицикарского Ювеналия (Килина) и начальника Корейской миссии архимандрита Поликарпа (Приймака), клир и мирян Харбинской епархии. Лишь викарный епископ Шанхайский Иоанн (Максимович) с верными ему клириками и мирянами (около 9 тысяч человек) сохранили верность Архиерейскому синоду РПЦЗ. 31 декабря 1945 года указом патриарха Алексия в Московский патриархат был принят архиепископ Григорий (Остроумов).

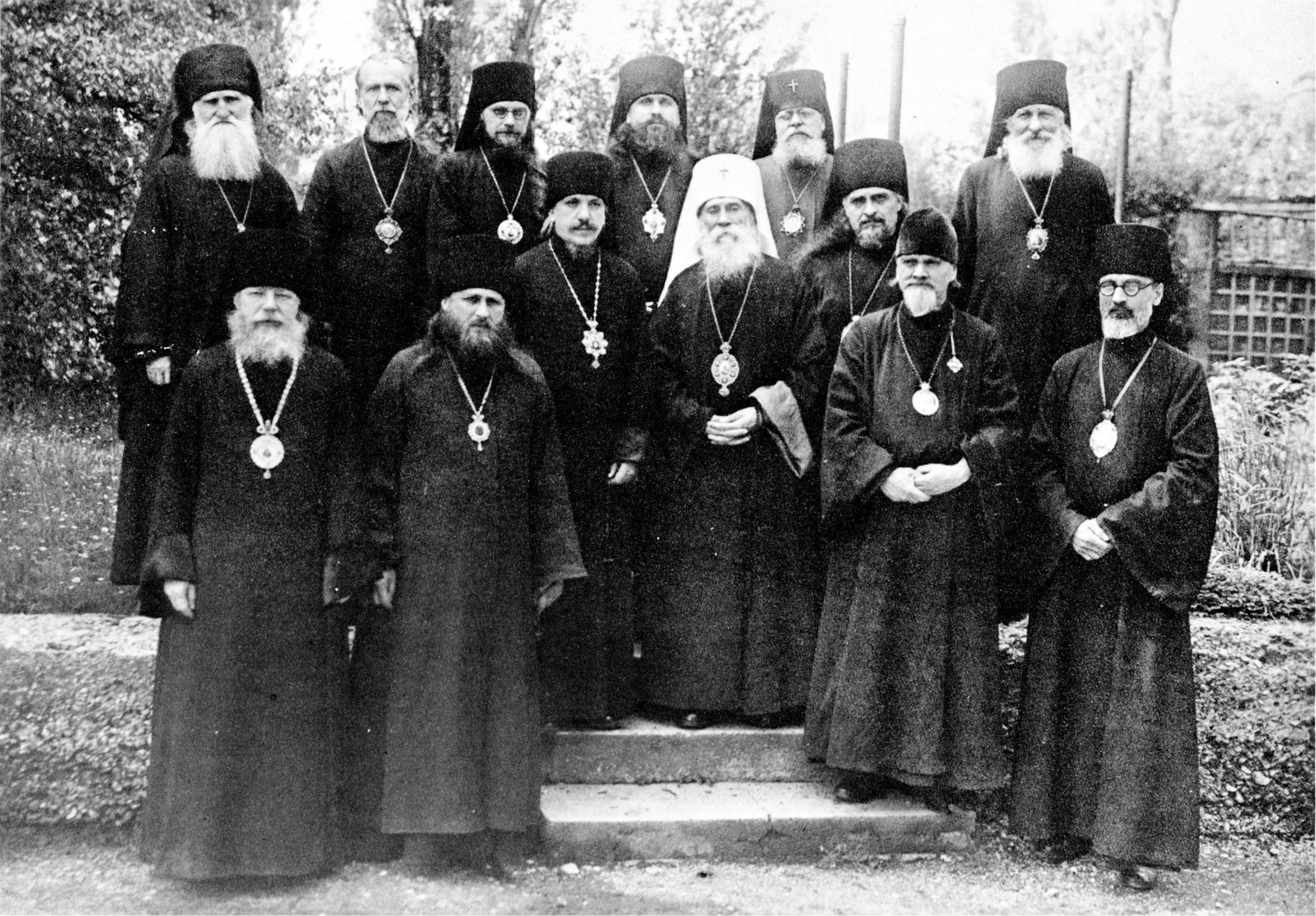
Архиерейский собор РПЦЗ в мае 1946 года

Место ушедших из РПЦЗ представителей белой эмиграции заняли «перемещённые лица»: военнопленные, жители оккупированных территорий, угнанные на работы в Германию и по разным причинам не пожелавшие вернуться на родину, а также деятели Русской освободительной армии. В связи с этим изменилось географическое распределение общин РПЦЗ. Если в период между двумя мировыми войнами центрами сосредоточения «карловчан» были Балканы и Китай, то теперь на первое место в Европе вышла Германия, где в первые послевоенные годы под «духовным окормлением» 22 «карловацких» священников состояли около 200 тысяч перемещённых лиц. Другим крупным центром проживания перемещённых лиц была Австрия, в связи с чем на территории Австрии 14 июля 1945 года была образована самостоятельная Австрийская епархия. Духовенство РПЦЗ активно препятствовало попыткам отправки «перемещённых лиц» в СССР и добивалось возможности их выезда в Новый Свет. Благодаря активным действиям митрополита Анастасия епископат РПЦЗ пополнили 12 русских архиереев, служивших в годы войны на территории СССР: 6 сентября 1945 года в клир РПЦЗ были приняты пятеро проживавших в Германии иерархов Украинской автономной православной церкви, а 23 февраля — семеро архиереев автономной Белорусской церкви. Эти архиереи приняли участие в первом послевоенном Архиерейском соборе РПЦЗ, прошедшем с 6 по 10 мая 1946 года, имевшем важное значение для консолидации РПЦЗ.
VII собор Северо-Американской митрополии под председательством митрополита Феофила (Пашковского), проходивший 26—29 ноября 1946 года в Кливленде, большинством (187) голосов постановил «просить Его Святейшество Патриарха Московского воссоединить нас в своё лоно… при условии сохранения нашей полной автономии», отказавшись при этом от административного подчинения Архиерейскому синоду РПЦЗ. Значительная часть участников Собора (61 голос) во главе с архиепископом Виталием (Максименко) отказалась выходить из подчинения Архиерейского синода РПЦЗ. Кроме Виталия (Максименко), в подчинении РПЦЗ остались архиепископ Тихон (Троицкий), епископы Иероним (Чернов), Иоасаф (Скородумов) и Серафим (Иванов). Отношения Русской зарубежной церкви и Североамериканской митрополии с того времени были разорваны. После бесплодных переговоров с посланниками патриарха Московского статус Северо-Американской митрополии оказался неопределённым и мог бы быть охарактеризован как фактическая самопровозглашённая автокефалия. В 1948 году после образования Государства Израиль, которое было создано благодаря поддержке политического руководства СССР, в юрисдикцию Московского патриархата перешла та часть Русской духовной миссии в Иерусалиме, которая находилась на его территории В мае 1949 году РПЦЗ полностью лишилась паствы в Китае в связи с эвакуацией оттуда неприсоединившихся к Московскому патриархату русских беженцев на остров Тубабао, откуда они вплоть до 1953 года выезжали в США и Австралию.
С 1948 года началось массовое переселение русских перемещённых лиц из Германии и Австрии в США, Канаду, Австралию, Южную Америку, в связи с чем постепенно закрывались лагеря беженцев и приходы в них. Вместе с мирянами уезжало и духовенство. Так, в 1948—1950 годах штат священников Берлинской и Германской епархии РПЦЗ сократился более чем вполовину. Прибывая в Новый Свет, эти священники зачастую не оставались в РПЦЗ, а переходили в обособившуюся Северо-Американскую митрополию. При этом существенно изменилась среда, в которой жили русские беженцы: если ранее они жили в основном в православных странах (Югославия, Болгария) либо на территориях со значительным количеством русского населения в неправославном окружении (Прибалтика, Маньчжурия), то после Второй мировой войны русские эмигранты оказались рассеянными в инославной среде.

### 1950—1960-е годы
В декабре 1950 года, после переезда митрополита Анастасия (Грибановского) и Архиерейского синода в США, в Свято-Троицком монастыре в Джорданвилле в составе 11 иерархов РПЦЗ открылся второй после окончания войны Архиерейский собор, завершивший свои занятия в Новой Коренной пустыни в Магопаке. Здесь же митрополит совершил чин мироварения и освящения мира, которое РПЦЗ получала прежде от Сербской церкви. Более мироварение в РПЦЗ не совершалось. В том же году митрополит Анастасий попытался наладить отношения с Северо-Американской митрополией, однако руководство последней отвергло эти попытки, осудив сам факт перенесения административного центра РПЦЗ в США.
В 1950-е годы отношение в РПЦЗ к Московскому патриархату стало ещё более критическим. Одним из основных аргументов, доказывавших, по мнению апологетов РПЦЗ, нелегитимность лояльной советским властям иерархии, было наличие в СССР мощного церковного подполья, для которого бежавшим из СССР участником иосифлянского движения Иваном Андреевым был введён специальный термин — «катакомбная церковь». После совершения панихиды по Сталину Архиерейский собор в октябре 1953 года постановил принимать клириков Московской патриархии через покаяние и подтвердил, что Зарубежная церковь не имеет общения с Московской патриархией, а также призвал Поместные церкви к разрыву с ней. К Церквам, находившимся в странах «соцлагеря», за исключением Сербской, отношение постепенно становилось примерно таким же, как к Московской патриархии. В 1959 году Архиерейский собор постановил принимать клириков Московского патриархата через публичное покаяние. Столь жёсткая позиция была вызвана категорическим неприятием советской власти, лояльность которой декларировали представители Московского патриархата. С начала 1960-х годов значительно усилилась переписка с СССР, благодаря чему появилась возможность посылать в СССР письма религиозного содержания, прилагая к ним небольшие духовные брошюры и листовки. Несмотря на попытки Московского патриархата изолировать РПЦЗ, связи между РПЦЗ и Поместными православными церквями не прерывались, однако сохранение ими евхаристического общения с Московским Патриархатом неизбежно приводили РПЦЗ к постепенному отчуждению от них и сближению с греческим старостильным движением, вышедшим из подчинения руководству Элладской православной церкви. В 1960—1962 годах при участии Серафима (Иванова), Феофила (Ионеску) и Леонтия (Филипповича) были хиротонисаны девятеро иерархов для «флоринитской» ветви греческого старостильного движения, ранее не имевшей собственного епископата, хотя Архиерейский синод РПЦЗ 30 ноября 1962 года не признал эти хиротонии, но сочувствие этому шагу со стороны Аверкия (Таушева) и Иоанна (Максимовича) свидетельствовало, что значительная часть архиереев РПЦЗ готова к разрыву общения с поместными православными церквами.
В последние годы первоиераршества митрополита Анастасия в РПЦЗ разгорелось противостояние между сторонниками архиепископа Иоанна (Максимовича) и сторонниками архиепископа Никона (Рклицкого), которые рассматривались как наиболее вероятные кандидаты в первоиерархи. Конфликт подогревался разным видением миссии РПЦЗ: если сторонники святителя Иоанна видели РПЦЗ открытой для всех, готовым в некоторых случаях поступиться обрядом и календарём, то представители противоположной партии были склонны видеть в РПЦЗ структуру, главной задачей которой являлось хранение русских традиций; кроме того, святитель Иоанн и его сторонники видели в соборности живую, действующую основу церковного существования, в том время как сторонники архиепископа Никона фактически выступили защитниками дореволюционной синодальной системы, что в условиях эмиграции означало диктат синодальной канцелярии, возглавляемой протопресвитером Григорием Граббе. 27 мая 1964 года 90-летний митрополит Анастасий (Грибановский) ушёл на покой, а новым первоиерархом был избран младший по хиротонии епископ Брисбенский Филарет (Вознесенский). На том же Соборе была совершена канонизация праведного Иоанна Кронштадтского. Хотя избрание новым первоиерархом епископа Филарета было обусловлено тем, что он не принадлежал ни к одной из партий, фактически с самого начала на него стал оказывать огромное влияние протопресвитер Григорий Граббе; таким образом, в РПЦЗ победила партия изоляционистов, влияние которой ещё более усилилось после смерти архиепископа Иоанна (Максимовича), произошедшей 2 июля 1966 года. В 1965 году к РПЦЗ присоединился Спасо-Преображенский монастырь в Бостоне, чей настоятель архимандрит Пантелеимон (Митропулос) по идеологическим воззрениям был весьма близок к протопресвитеру Георгию Граббе. Оба они стояли на позициях самоизоляции РПЦЗ от вселенского православия по причине неприятия Московского патриархата и экуменического движения, составив таким образом единую синодальную партию, которая стала определять политику РПЦЗ в период первоиераршешства митрополита Филарета (Вознесенского). В 1969 году Архиерейский синод РПЦЗ признал совершённые в 1960—1962 годах хиротонии старостильных клириков и вступил в общение с «флоринитской» иерархией.

### 1970—1980-е годы
В 1969—1970 годах РПЦЗ выступила с резким осуждением дарования Северо-Американской митрополии статуса автокефальной церкви со стороны Московского патриархата, несмотря на это 10 апреля 1970 года автокефалия была предоставлена с изменением названия на «Православную церковь в Америке». Те приходы, которые не хотели иметь никакой связи с СССР, перешли в РПЦЗ. 14 сентября 1971 года Архиерейский собор РПЦЗ в пику Московскому патриархату постановил, что находится в общении не с ним, а с «катакомбной церковью». Под влиянием греков-старостильников Собор постановил принимать всех инославных только через крещение и классифицировал экуменизм как ересь.
8—19 сентября 1974 года в Свято-Троицком монастыре в Джорданвилле прошёл Третий Всезарубежный собор РПЦЗ, на котором присутствовали 15 архиереев и 72 делегата от клириков и мирян. Перед Собором стояли прежде всего внутрицерковные, пастырские вопросы: обсуждались проблемы соблюдения «русского церковного быта» в сложных заграничных условиях, проблемы внутренней жизни отдельных приходов и епархий, особенно много времени уделялось приходским школам. Отмечался факт острого недостатка священнослужителей.
Не желая мириться с существованием в РПЦЗ приходов, где богослужение совершалось по новому стилю, в сентябре 1974 года матфеевцы направили в США делегацию, которая в качестве непременного условия продолжения дальнейшего общения с РПЦЗ потребовала подписания членами Архиерейского синода РПЦЗ «Изложения Веры», где, помимо прочего, анафематствовался новый календарный стиль и экуменизм. Епископы РПЦЗ отказались от подписания «Изложения Веры», и в мае 1975 года «матфеевский» Синод церкви объявил о предварительном разрыве отношений с РПЦЗ, а 20 февраля 1976 года издал энциклику об окончательном разрыве. Между тем в 1974 году флориниты раскололись на пять враждующих групп, и в 1975 году первоиерарх РПЦЗ митрополит Филарет (Вознесенский) заявил о разрыве церковного общения с «флоринитским» Синодом. Ситуация усугубилась в 1978—1979 годы: флориниты приняли из РПЦЗ двух клириков без отпускных грамот. 11 мая 1979 года Архиерейский синод РПЦЗ констатировал свою нейтральную позицию в отношении внутренних греческих разногласий, призвал изыскать компромиссные способы преодоления раскола. Эти условия оказалось невыполнимыми, что повлекло за собой окончательное прекращение официальных отношений и с «флоринитами», и с «матфеевцами».
Важнейшим церковно-политическим деянием РПЦЗ того периода стала совершённая 19 октября (1 ноября) 1981 года канонизация Новомучеников и Исповедников Российских и семьи последнего российского императора Николая II, которые именовались Царственными Мучениками. Примерно с того времени со стороны Зарубежной церкви стали звучать требования в адрес московской церковной власти канонизировать Николая II и новомучеников Российских. Большой резонанс имела анафема на экуменизм, появившаяся в РПЦЗ в 1983 году. Данная анафема была направлена против «теории ветвей» и учения о равноспасительности всех христианских конфессий. Определения термина «экуменизм» в тексте анафемы не давалось. Считается, что данное определение было официально принято Архиерейским собором РПЦЗ, текст анафемы вызвал возражение у некоторых иерархов, и в итоге данная анафема не фигурировала в протоколах Собора. Текст анафемы, тем не менее, был опубликован.
21 ноября 1985 года умер митрополит Филарет (Вознесенский). 22 января 1986 года Архиерейский собор избрал новым первоиерархом РПЦЗ архиепископа Виталия (Устинова), который, опираясь на поддержку членов Архиерейского синода, приложил все усилия к устранению закулисного влияния партии епископа Григория (Граббе), вскрыв нравственные и финансовые преступления как самого епископа Григория, так и членов его семьи. В частности, по обвинению в совершении крупных финансовых нарушений был отстранён от должности начальника Русской духовной миссии в Иерусалиме архимандрит Антоний (Граббе). Одновременно началось и расследование в отношении настоятеля Спасо-Преображенского монастыря в Бостоне архимандрита Пантелеимона (Митропулоса) и некоторых монахов данного монастыря, в отношении которых было выдвинуто громкое обвинение в содомии. Не дожидаясь окончания судебного разбирательства, монастырь 8 декабря того же года покинул юрисдикцию РПЦЗ. При этом братия монастыря заявляла о себе как о жертвах злонамеренной клеветы, а свой конфликт с новым руководством РПЦЗ и уход из неё архимандрит Пантелеимон и его сторонники обосновывали догматическими расхождениями с Синодом РПЦЗ, обвиняя последний в экуменизме, подразумевая под «экуменизмом» контакты с Сербским и Иерусалимским патриархатами. За архимандритом Пантелеимоном последовали в общей сложности 25 священников и восемь диаконов. Кроме того, из юрисдикции РПЦЗ вышла «Французская Миссия» во главе с архимандритом Амвросием (Фонтрие).
Важнейшим событием второй половины 1980-х годов стала подготовка и празднование 1000-летия Крещения Руси. Процесс подготовки к празднику оказал консолидирующее влияние в среде православной части русских диаспор за рубежом, а также оживил научно-публицистическую деятельность — вышло огромное количество публикаций, посвящённых осмыслению роли Русской православной церкви в построении государства и становлении русского менталитета. Немногочисленные попытки Московской патриархии в тот период пойти на сближение с РПЦЗ не нашли поддержки у последней.

### 1990-е годы
7 апреля 1990 года клир и приход Цареконстантиновского храма в Суздале во главе с архимандритом Валентином (Русанцовым) заявил о переходе в РПЦЗ, что имело широкий резонанс в церковном и светском обществе в СССР. 15 мая того же года Архиерейский собор РПЦЗ принял «Положение о свободных приходах», которое предполагало начало легального существования епархий и приходов РПЦЗ на территории СССР. После этого началось массовое принятие в РПЦЗ приходов в различных регионах страны. Движение за переход в РПЦЗ было во многом обусловлено политическими, а не религиозными основаниями, так как многие в тот период выступали за скорейший демонтаж всей советской системы, в том числе «советской церкви». 4 октября 1990 года Архиерейский Синод РПЦЗ назначил архимандрита Валентина (Русанцова) экзархом Российской православной свободной церкви и управляющим делами при Суздальском епархиальном управлении с правом самостоятельного принятия духовенства и общин из Московского патриархата, а 10 февраля 1991 года он был хиротонисан во епископа Суздальского. К декабрю 1991 года РПЦЗ имела около 300 легальных и «катакомбных» общин в странах бывшего СССР. Как признавал впоследствии архиепископ Марк (Арндт), «переходы из МП к нам большой частью не имеют идейной основы, <…> они совершаются на основе личного конфликта с правящим архиереем или какого-нибудь иного конфликта. Таким образом, мы принимаем отнюдь не лучших представителей Русской Церкви. В основном, эти люди мало или ничего не знают о Зарубежной Церкви. И в тех случаях, когда кто-то располагает какой-либо информацией, приходится сомневаться, что он вообще в состоянии её понять в силу своей собственной лживости, лживости своего положения».
По мере роста числа «российских» приходов РПЦЗ усиливались противоречия между ними. Наиболее заметным стал конфликт Валентина (Русанцова) с Лазарем (Журбенко). Последний считал, что возглавляет «катакомбную церковь», действующую на территории всего СССР, действия Валентина (Русанцова) он считал вторжением на свою каноническую территорию. Для того чтобы разрешить конфликт между ними, Архиерейский синод в январе 1992 года направил в Россию епископа Каннского Варнаву (Прокофьева) в качестве представителя Архиерейского синода в России. По прибытии в Москву по приглашению бывшего клирика Московского патриархата Алексия Аверьянова Варнава открыл подворье РПЦЗ в одном из корпусов бывшей Марфо-Мариинской обители на Большой Ордынке. Участие Алексея Аверьянова и епископа Варнавы в ряде скандальных акций «Памяти» нанесла огромный ущерб репутации РПЦЗ в России. Кроме того, вмешательство епископа Варнавы и его секретаря Аверьянова в церковные дела других «российских» епархий РПЦЗ, принятие запрещённых другими архиереями клириков, фактическое управление приходами, подчинёнными другим епископам РПЦЗ, привели к полнейшему разладу церковного управления РПЦЗ в России и подтолкнули как Валентина (Русанцова), так и Лазаря (Журбенко) к решению покинуть РПЦЗ. 17 июля 1993 года архиепископ Лазарь (Журбенко) провёл в Одессе съезд духовенства «Русской истинно-православной церкви», где заявил об административном отделении от Архиерейского синода РПЦЗ. В ответ Синод РПЦЗ уволил архиепископа Лазаря на покой, лишая его права самостоятельного служения и управления приходами. Одновременно был уволен на покой и епископ Валентин, однако оба они не подчинились этому решению, продолжив управлять находившимися в их подчинении приходами. 9 ноября 1993 года Архиерейский синод РПЦЗ освободил епископа Варнаву от должности Синодального представителя в России, но это уже не могло остановить резкий спад «карловацкого» движения на территории России и стран СНГ.
В таких условиях ранее конфликтовавшие архиепископ Лазарь (Журбенко) и епископ Валентин (Русанцов) объединились. 22 марта 1994 года они образовали в Суздале независимое от Архиерейского синода РПЦЗ «Временное высшее церковное управление» (ВВЦУ), рукоположив трёх епископов. Архиерейский синод РПЦЗ признал незаконным создание Суздальского ВВЦУ, запретив в священнослужении архиепископа Лазаря и епископа Валентина и не признав хиротоний новых епископов, равно как и всех остальных решений ВВЦУ.
В ноябре 1994 года на Архиерейском соборе в Лесненском монастыре было достигнуто временное примирение между РПЦЗ и ВВЦУ, был принят ряд решений, призванных упорядочить жизнь «российских» приходов РПЦЗ: была отменена «каноническая экстерриториальность», на территории бывшего СССР были созданы шесть епархий: Московская епархия, Санкт-Петербургская и Северо-русская епархия, Суздальская и Владимирская епархия, Одесская и Тамбовская епархия, Черноморская и Кубанская епархия, Ишимская и Сибирская епархия. ВВЦУ было упразднено, и его решения были признаны не имеющими силы, а новорукоположённые епископы должны были принести архиерейскую присягу Архиерейскому синоду, и только после этого они могли быть признаны законными архиереями; было создано Архиерейское совещание российских преосвященных, должность синодального представителя была упразднена. Эти решения получили общее название «Лесненский акт», который был подписан 1 декабря 1994 года. Преобразование епархий влекло за собой как перераспределение общин между Лазарем (Журбенко) и Валентином (Русанцовым), так и перерегистрацию епархий и приходов, что ставило перед многими «зарубежниками» дополнительные административные задачи, которые и без того решить было не просто. В силу этих причин, а также из-за недоверия к руководству РПЦЗ Валентин (Русанцов) и Лазарь (Журбенко) спустя месяц отказались признавать новое деление епархий. Только Агафангел (Пашковский) согласился с требованиями Синода и остался на несколько месяцев в Нью-Йорке. 22 февраля 1995 года Архиерейский синод РПЦЗ запретил в служении архиепископа Лазаря (Журбенко) и епископа Валентина (Русанцова) и не признал архиерейских хиротоний епископов Феодора (Гинеевского) и Серафима (Зинченко). 14 марта 1995 года Валентин, Феодор и Серафим самовольно возобновили деятельность Суздальского ВВЦУ, образовав таким образом новую юрисдикцию, которую они назвали Российской православной свободной церковью.
После отделения «валентиновских» приходов в марте 1995 года в жизни российских приходов РПЦЗ наступило некоторое затишье. Епископ Евтихий (Курочкин), возглавивший после этого приходы во всём бывшем СССР, кроме Черноморско-Кубанской епархии епископа Вениамина (Русаленко), периодически посещал свои обширные епархии. В этот период на фоне уменьшения роста числа приходов получил распространение выезд российских священников за рубеж для постоянного служения на зарубежных приходах. 9 декабря 1995 года епископ Агафангел (Пашковский) принёс присягу в Синодальном соборе в Нью-Йорке и получил ставленную грамоту с титулом епископа Симферопольского, после чего возвратился на Украину. В сентябре 1996 года Архиерейский собор РПЦЗ лишил сана епископа Валентина (Русанцова), и возобновил деятельность Архиерейского совещания российских преосвященных, номинальным руководителем которого стал покаявшийся архиепископ Лазарь (Журбенко), а членами — епископы Вениамин (Русаленко), Евтихий (Курочкин), Агафангел (Пашковский).

### 2000-е годы
На Соборе РПЦЗ 2000 года был провозглашён курс на сближение с Московской патриархией. Деяния Архиерейского собора РПЦЗ вызвали протест со стороны враждебно настроенных к Московскому патриархату членов РПЦЗ по всему миру. На имя первоиерарха и Архиерейского синода начали поступать десятки обращений от духовенства и мирян с просьбой отменить неправомерные, с их точки зрения, решения Архиерейского собора 2000 года о начале диалога с МП.
23 октября 2001 года митрополит Виталий (Устинов), противившийся примирению с Московским патриархатом, ушёл на покой по своей просьбе. 24 октября первоиерархом РПЦЗ был избран архиепископ Лавр (Шкурла). Митрополит Виталий участвовал в вечернем заседании Собора, заняв председательское место, поздравил архиепископа Лавра с избранием на пост первоиерарха РПЦЗ. Планировалось его участие в настоловании новоизбранного митрополита, намеченном на 28 октября.
25 октября митрополит Виталий был увезён из здания Синода и доставлен в Преображенский мужской скит в Мансонвилле, где 27 октября от имени Виталия было распространено «Чрезвычайное заявление», в котором говорилось, что митрополит Виталий снимает подпись «о своём добровольном уходе на покой и передаче моих полномочий архиепископу Лавру». 3 ноября лишённый сана епископ Варнава (Прокофьев) прибыл в Спасо-Преображенский скит в Мансонвилле, где положил начало неканонической «Русской православной церкви в изгнании» под формальным возглавлением митрополита Виталия, совершив хиротонию архимандрита Сергия (Киндякова) во епископа Мансонвильского, викария Канадской епархии, «в присутствии митрополита Виталия, но без его личного участия». Варнава тогда же стал заместителем митрополита Виталия. Спустя непродолжительное время были рукоположены Владимир (Целищев) (6 ноября 2001) и Варфоломей (Воробьёв) (11 ноября 2001) — «против воли и без участия митрополита Виталия». Подавляющее большинство духовенства и мирян за границей остались верны Архиерейскому синоду во главе с митрополитом Лавром. К РПЦЗ(В) примкнули лишь несколько священников в Америке и Канаде и восемь клириков во Франции, в то время как на постсоветском пространстве раскол поддержали больше половины клириков РПЦЗ: архиепископ Лазарь (Журбенко), епископ Вениамин (Русаленко) и около 60 священников.
24 сентября 2003 года в Нью-Йорке митрополит Лавр встретился с президентом России Владимиром Путиным, который передал ему письмо от патриарха Алексия II и пригласил посетить Россию. Данная встреча, ставшая первой встречей подобного рода, позволила активизировать переговорный процесс между двумя частями Русской православной церкви. 8—12 декабря того же года в Наяке состоялось Всезарубежное пастырское совещание, где в том числе было решено стремиться достигнуть «единства двух частей Русской Церкви, в России и за рубежом». 17 декабря 2003 года указом Архиерейского собора РПЦЗ была образована комиссия Русской православной церкви заграницей по переговорам с комиссией Московского патриархата, а 26 декабря 2003 года Священный синод Московского патриархата создал комиссию при Священном синоде для переговоров с РПЦЗ. Переговорные комиссии на протяжении 2004—2006 годов провели в общей сложности восемь рабочих встреч, обсудив спорные вопросы и подготовив «Акт о каноническом общении». 7—14 мая 2006 года в Сан-Франциско состоялся Всезарубежный собор РПЦЗ, который положительно оценил уже предпринятые шаги к восстановлению единства и одобрил проект Акта о каноническом общении с Московским патриархатом. Диакон Андрей Псарёв так охарактеризовал достигнутые договорённости: «С одной стороны, архиереи РПЦЗ согласились с тем, что, несмотря на канонические компромиссы прошлого, РПЦ-МП является их матерью-церковью. С другой — достигнут консенсус внутри Русской Церкви, что миссия РПЦЗ в коммунистический период была пастырски оправданной».
Быстрое и решительное изменение отношения к Московскому патриархату вызывало критику как тех, кто покинул РПЦЗ, так и оставшихся в ней. 17 октября 2005 года Синод противостоящих, не приемля перспектив возвращения Русской зарубежной церкви в Московский патриархат, разорвал общение с РПЦЗ, в связи с чем 21 февраля 2006 года аналогичное решение принял Архиерейский синод РПЦЗ. В преддверии подписания Акта о каноническом общении некоторые клирики и приходы стали переходить в «Русскую истинно-православную церковь». 2 мая 2007 году в юрисдикцию РИПЦ ушёл Леснинский монастырь. 8 мая 2007 года в сопроводительном письме к указу о поминовении патриарха Московского и всея Руси отмечалось, что в связи с тем, что «многие из вас растеряны, недоумевают и даже видят в происходящем чуть ли не утрату привычного бытия Церковного», «Архиерейский синод, следуя принципу икономии, постановил, что поминовение Священноначалия Московского Патриархата не вменяется в непременную обязанность там, где по разным причинам оно может привести к соблазнам». 16 мая 2007 года решением Священного синода Московского патриархата «временное архипастырское окормление бывших приходов Русской Зарубежной Церкви в России, согласно Приложению к Акту о каноническом общении», поручалось епископу Евтихию (Курочкину) с назначением его епископом Домодедовским, викарием Московской епархии.
17 мая 2007 года в храме Христа Спасителя патриарх Алексий II и митрополит Лавр в присутствии президента России Владимира Путина торжественно подписали Акт о каноническом общении. После обмена речами состоялась совместная Божественная литургия. Патриарху Алексию и митрополиту Лавру сослужили шесть архиереев, 58 священников и 21 диакон из РПЦЗ и 14 архиереев, 58 священников и 12 протодиаконов Московского патриархата. Те, кто был настроен непримиримо к Московскому патриархату и Акту о каноническом общении, стали группироваться вокруг епископа Одесского Агафангела (Пашковского), единственного иерарха РПЦЗ, который не признал «Акт». Он вместе со своими сторонниками провёл 10—11 июня 2007 года в Нью-Йорке собрание, на котором из числа собравшихся было учреждено «Временное Высшее Церковное Управление Русской православной церкви Заграницей» (ВВЦУ РПЦЗ) во главе с епископом Агафангелом (Пашковским), таким образом оформив раскол организационно. К нему примкнули в общей сложности 55 клириков РПЦЗ. Как и в 2001 году, большинство отделившихся приходов находилось в странах бывшего СССР; так, Одесская епархия, где служили 22 клирика, в полном составе ушла в раскол. Трагической оказалась ситуация в Южной Америке, где к Агафангелу ушли более половины приходов РПЦЗ, причём в Бразилии ушли все из имевшихся семи приходов.
16 марта 2008 года скончался митрополит Лавр. 12 мая 2008 года новым первоиерархом был избран архиепископ Иларион (Капрал).
5 мая 2009 года решением Архиерейского собора РПЦЗ была образована комиссия по диалогу с Православной церковью в Америке. 16 ноября того же года в резиденции предстоятеля Православной церкви в Америке в Сайоссете (штат Нью-Йорк) состоялась встреча митрополита всея Америки и Канады Ионы и первоиерарха РПЦЗ митрополита Восточно-Американского и Нью-Йоркского Илариона, во время которой они совершили заупокойную литию с поминовением скончавшегося накануне патриарха Сербского Павла. Итогом данных переговоров стало полное восстановление евхаристического общения, произошедшее 24 мая 2011 года в храме Святителя Николая в Нью-Йорке, где предстоятели ПЦА и РПЦЗ совместно отслужили Божественную литургию.

### 2010—2020-е годы
В ноябре 2010 года стало известно, что в РПЦЗ принята целая неканоническая юрисдикция западного обряда, насчитывавшая десять приходов и сформировавшая Братство святого Григория Великого. Таким образом, к 1 января 2011 года в составе РПЦЗ находилось более 20 приходов, использовавших западный обряд. 17 мая 2011 года приходы западного обряда были выделены в отдельное викариатство, епископ Иероним (Шо) был назначен помощником первоиерарха РПЦЗ по управлению этими общинами. Однако 10 июля 2013 года за превышение полномочий он был освобождён от управления викариатством и почислен на покой.
Пандемия COVID-19 и связанные с ней ограничения помешали полноценно отпраздновать запланированное на 2020 год 100-летие РПЦЗ. 23-25 ноября 2021 года в Белграде и Сремских Карловцах состоялась научная конференция «Связь времён: итоги и перспективы. К столетию Русской Зарубежной Церкви».
16 мая 2022 года скончался Первоиерарх Русской Зарубежной Церкви митрополит Иларион. Обязанности первоиерарха РПЦЗ перешли к митрополиту Марку (Арндту) как первому заместителю председателя Архиерейского Синода РПЦЗ. 13 сентября 2022 года Архиерейский собор РПЦЗ избрал епископа Николая (Ольховского) новым Первоиерархом РПЦЗ. 18 сентября состоялась его интронизация.

## Устройство и управление
В РПЦЗ состоят восемь епархий:

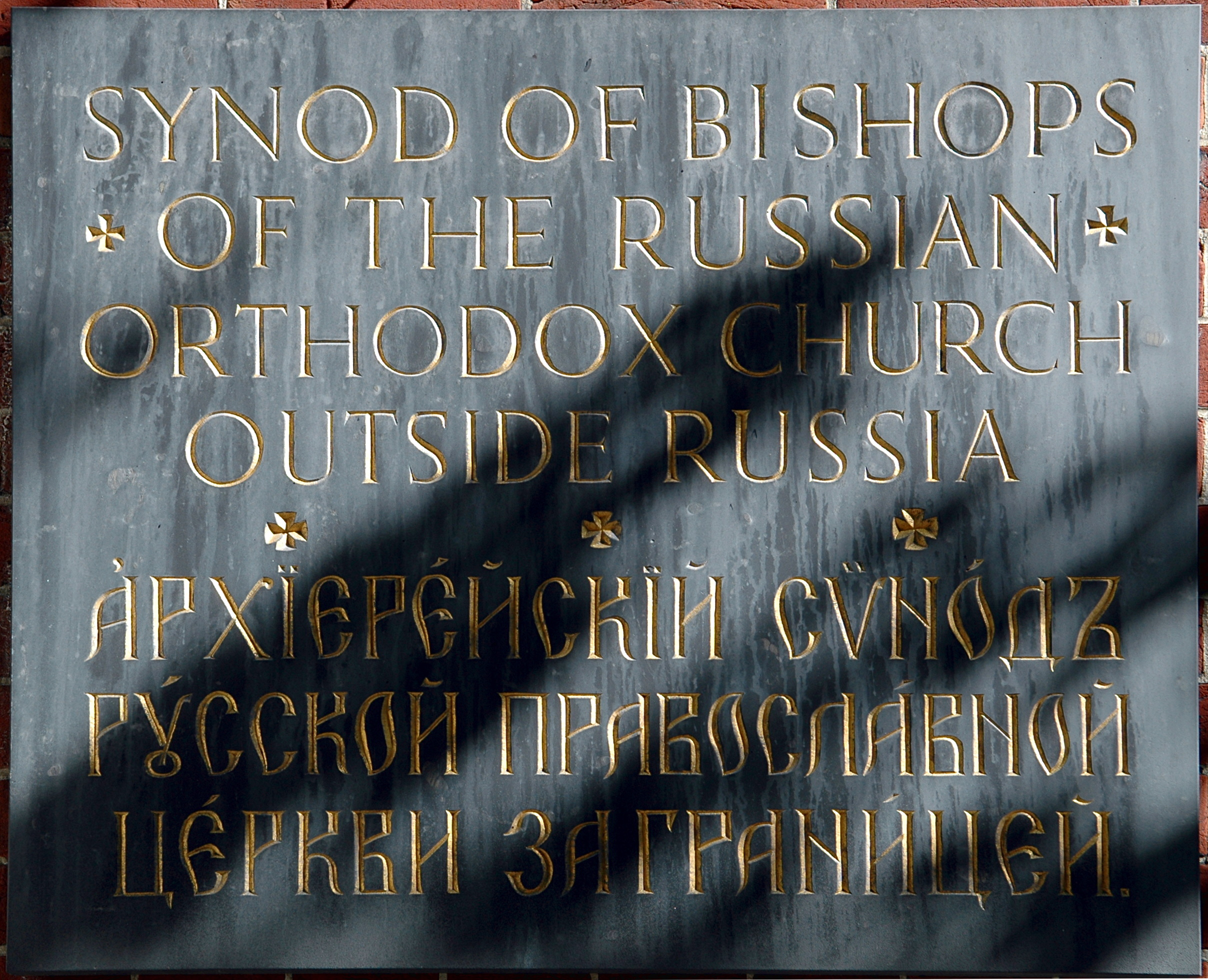

1. Восточно-Американская и Нью-Йоркская (митрополичья)
2. Чикагская и Средне-Американская
3. Сан-Францисская и Западно-Американская
4. Монреальская и Канадская
5. Австралийская и Новозеландская
6. Южно-Американская
7. Лондонская и Западно-Европейская
8. Берлинская и Германская

Имеется также ставропигиальная Русская духовная миссия в Иерусалиме.
Основная часть приходов находится в США — 153 прихода и 12 монастырей (на 2013); всего — 409 (на 2013), 39 монашеских общин (на 2013). Духовный центр — Свято-Троицкий мужской монастырь в Джорданвилле, штат Нью-Йорк, основанный в 1930 году архимандритом Пантелеимоном (Нижником) и псаломщиком Иваном Андреевичем Колосом. В Джорданвилле расположена Свято-Троицкая духовная семинария — главное учебное заведение РПЦЗ, имеющее аккредитованные программы бакалавриата и магистратуры. Кроме того, действует англоязычная пастырская школа Средне-Американской епархии имени праведного Иоанна Кронштадтского. и Кирилло-Мефодиевские богословско-пастырские курсы Австралийско-Новозеландской епархии, работающие в он-лайн режиме, которые пользуются популярностью среди семейных кандидатов в священство, не имеющих возможность оставить мирскую работу и поступить в Свято-Троицкую семинарию. Во всех духовных школах РПЦЗ обучаются студенты не только из РПЦЗ, но и из других православных юрисдикций.
Административный центр находится в Нью-Йорке: 75 E 93rd St New York; там же расположен синодальный собор Знамения Божией Матери, освящённый 12 (25) октября 1959 года; в соборе хранится чудотворная Курская Коренная икона Божией Матери, вывезенная в 1919 году из Знаменского монастыря в Курске (явлена в Коренной пустыни).
Согласно Положению о Русской православной церкви заграницей (от 1956 года), высшим органом церковного законодательства, управления, суда и контроля в Русской православной церкви заграницей является Собор епископов, созываемый раз в два года. Председатель Собора епископов и Архиерейского синода — Первоиерарх Русской православной церкви заграницей в сане митрополита, избираемый Собором пожизненно; членами Собора состоят все архиереи, входящие в состав Русской православной церкви заграницей (пр. 8 Положения). В круг ведения Собора епископов, среди прочего, входит также избрание двух заместителей первоиерарха, являющихся вице-председателями Синода, двух членов Архиерейского синода и двух заместителей членов Синода (пр. 11 Положения). В случае особой надобности первоиерарх вместе с Архиерейским синодом созывают Всезарубежный церковный собор, состоящий из епископов и представителей клира и мирян. Постановления таких Всезарубежных церковных соборов имеют законную силу и приводятся в исполнение только по утверждении их Собором епископов под председательством первоиерарха (пр. 12 Положения). Священный архиерейский синод является исполнительным органом Собора и состоит из председателя (первоиерарха), двух его заместителей и четырёх членов Синода, из которых два избираются Собором на междусоборный период и два вызываются из епархии на четырёхмесячный срок в порядке очереди, а также двух их заместителей, вызываемых в заседание Архиерейского синода по усмотрению председателя (пр. 16 Положения).
Подписанный 17 мая 2007 года Акт о каноническом общении РПЦЗ и РПЦ предусматривает, что первоиерарх РПЦЗ, избираемый её Архиерейским собором, подлежит утверждению патриархом Московским и всея Руси и Священным синодом Московского патриархата (пункт 4 Акта о каноническом общении). Кроме того, согласованию с патриархом Московским и всея Руси и Священным синодом подлежат решения об образовании или упразднении епархий, входящих в РПЦЗ (пункт 6 Акта); избрание Архиерейским собором или Архиерейским синодом РПЦЗ архиереев утверждается патриархом Московским и всея Руси и Священным синодом (пункт 7 Акта). Вышестоящая инстанция церковной власти для РПЦЗ — Поместный и Архиерейский соборы Русской православной церкви (пункт 9 Акта), в число членов которых входят архиереи РПЦЗ, а применительно к первому — также представители клира и мирян РПЦЗ (пункт 8 Акта).

## Достижения и особенности

### Богословские и политические воззрения
РПЦЗ старалась по мере возможностей сохранить православное вероучение и практики в неизменности. Ввиду такой линии РПЦЗ всегда жёстко осуждала всё, что она рассматривала как отступления от чистоты православия. В 1921 году были осуждены спиритизм, теософия и магнетизм. В 1932 году осуждены антропософия и масонство. В 1935 году осуждено «софианство». Церковный историк диакон Андрей Псарёв отмечал, что беспрецедентные условия эмигрантского существования не были прописаны в канонах, поэтому экклезиология РПЦЗ «основывалась не на букве, но на духе правил, интуиции тех, кто их применяет, — епископата». Протоиерей Георгий Митрофанов отмечал, что, «наблюдая историю РПЦЗ, можно констатировать постепенное угасание в ней пафоса богословского творчества», которое, по его мнению, было утрачено уже в 1960-е — 1970-е годы; упор делался на сохранение обрядового благочестия, желание «хоть что-то сохранить, не пытаясь ничего преумножить».
Для РПЦЗ в XX веке было характерно восприятие церковной жизни как атрибута русскости, что было причиной постоянной обращённости к России и чувствительности к её политике. С самого начала РПЦЗ заняла принципиальную политическую позицию, которая была определена на I Всезарубежном соборе в 1921 году и повторена на II Всезарубежном соборе в 1938 году. Она заключалась в бескомпромиссной борьбе с большевизмом, вплоть до свержения коммунистического режима, и восстановление в России монархии. Как отмечает Андрей Псарёв, вопросу о непримиримости к коммунистической власти в РПЦЗ подчас придавалось значение, равносильное хранению Православия: непримиримость к коммунизму воспринималось как неотъемлемая часть стояния в Истине, а сам коммунизм трактовался как мировое зло. Этот антибольшевизм РПЦЗ осуществляла в тесном союзе и контакте с правоконсервативной частью русской эмиграции. Дореволюционная Россия, наоборот, идеализировалась. Как отмечает культуролог Екатерина Залекер, содержание проповедей в РПЦЗ, причём не только специально посвящённых России или русским святым, зачастую строилось на тройной антитезе: Россия в эмиграции — Советская Россия, ушедшая Святая Русь — Советская Россия, идеальная Святая Русь — земная реальность. После переезда Архиерейского синода РПЦЗ в США имевшие место в прошлом антиамериканские выпады уступили место новым оценкам США и американского народа в выступлениях деятелей и идеологов РПЦЗ, в которых США отводилась роль «главной силы, противостоящей богоборческому коммунизму». Руководство и официальные издания РПЦЗ выступали против политики разрядки, поддержали военные действия США во Вьетнаме, видя в этом борьбу с «безбожным коммунизмом»; Антивоенное движение в США и других странах, напротив, осуждалось как отказ бороться со злом. Как отмечает Дмитрий Анашкин, «столь жёсткий антикоммунизм имел и свои негативные стороны. Окрашивание мира исключительно в чёрный либо в белый цвета и резкое деление его по принципу „свои — чужие“, зачастую лишает возможности объективного анализа процессов и событий, что влечёт за собой крайнюю односторонность». При этом руководство РПЦЗ старалось дистанцироваться от существовавших в зарубежье политических партий и борьбы между ними и не позволяло им влиять на принимаемые решения. «Рычагов давления на архиереев, разделённых государственными границами и огромными расстояниями, не было ни у одной из партий. Влияние той или иной группы могло касаться какого-либо конкретного архиерея в соответствии с его личными симпатиями, но не зарубежных иерархов в целом».
Критике в РПЦЗ подвергалась не только советская власть, но и «свободный» мир. Главными объектами критики были нежелание бороться с коммунизмом, а также растущая дехристианизация западного мира. Так, ещё на Втором всезарубежном соборе отмечалось, что «под влиянием гуманизма, незаметно заменившего на западе христианство, весь культурный мир считает религию частным делом каждого, что повело к спекуляции религией, к отходу от религии культуры и к современному кризису во всех областях жизни». Подобные оценки гуманизма в РПЦЗ сохранялись и в дальнейшем. Западный, в первую очередь, американский уклад жизни описывался без всякого восторга, а со временем всё более и более критиковался. В пасхальном послании 1974 года первоиерарх РПЦЗ митрополит Филарет (Вознесенский) охарактеризовал западный мир как «разлагающийся духовно». Главную причину духовного кризиса западного мира идеологи и публицисты РПЦЗ видели в отступлении от христианских начал. Учитывая, что после Второй мировой войны положение Советского Союза казалось очень прочным, а надежды на крушение коммунистического режима и своего возвращения в освобождённую Россию в обозримом будущем — призрачными, среди духовенства и паствы РПЦЗ получили распространение пессимистические настроения, мысли о конце света.
Начиная с эпохи митрополита Антония (Храповицкого), в РПЦЗ подчёркивалось особое место православной монархии, которая понималась как единственный государственный строй, который раздвигает критерии своих земных задач за пределы земных интересов. Власть Помазанника Божия, согласно идеологам РПЦЗ, освящается через особое церковное таинство и является не самоцелью, а средством для спасения людей на пути соборного служения правде Божией. По убеждению митрополита Антония, монархический принцип был необходим также для освобождения от «безбожного ига» и возрождения России. Уже в межвоенные годы русским царям усваивалось роль «Удерживающего» (2Фес. 2:7). По этой причине идеологи РПЦЗ считали, что восстановление Православного царства способно спасти апостасийный западный мир. Первым шагом на пути к восстановлению православного царства и тем самым спасения апостасийного мира, должно быть покаяние русского народа за совершённые в прошлом тяжёлые грехи и молитвенное прославление державных мучеников — последнего царя и его семьи, «которые жертвенно пали и своей мученической кровью открыли путь к восстановлению Российского царства».
Примирение с Московским патриархатом в 2007 году не означало полного пересмотра своего прошлого. Так, 8 сентября 2009 года Архиерейский синод РПЦЗ в связи с выходом книги Георгия Митрофанова «Трагедия России: „запретные“ темы истории XX века в церковной проповеди и публицистике» дал положительную оценку деятельности главы «Русской освободительной армии» Андрея Власова и его сподвижников. 16 июня 2017 года Архиерейский собор РПЦЗ призвал «распрощаться с символами богоборчества, избавляться от былого прославления убийц названиями городов и сёл, улиц и площадей, станций и парков», а также убрать тело Ленина с Красной площади.

### Культурные и социальные особенности
РПЦЗ старалась подчеркнуть своё национальное русское лицо, свою верность традициям старой дореволюционной России, противодействовать ассимиляции. Один из ведущих идеологов РПЦЗ епископ Григорий (Граббе) писал: «На Зарубежную Церковь легла миссия сохранения в изгнании верности Русской Церкви, русского православного духа и русской церковной православной культуры. Эта миссия выполнялась и выполняется в ежедневной жизни наших монастырей и приходов, нашими школами и заботой о сохранении русского быта, насколько это возможно, в иностранной среде». Это имело и негативные последствия; по мнению протоиерея Георгия Митрофанова, «стремление жить в культурно-национальном гетто всегда мешало РПЦЗ».
Православные приходы становились первыми центрами единения, сплочения и помощи русским беженцам. Там, где были православные церкви, там «сохранились и русский уклад жизни, и русский язык, и русская культура». Приходы и организации РПЦЗ становились центрами собирания исторических реликвий, архивных документов и библиотек. Данное явление особенно характерно для Русской Америки, где находятся крупные собрания документов и книг, сложившиеся ещё в дореволюционное время. В 1950—1980-е годы даже небольшие русские общины устраивали храмы и приходские школы для детей. Подобное было актуально уже для эмигрантской молодёжи второй волны, воспитывавшейся в СССР в атеистическом духе. При относительной неразвитости общественно-политических и светских культурных центров для эмиграции «второй волны» церковные структуры, особенно в США и Канаде, играли роль основных институциональных структур диаспоры и выполняли представительские функции. Они имели важное значение в процессе установления взаимопонимания между разными поколениями и волнами эмиграции.
При этом возникшая вокруг эмигрантских приходов РПЦЗ культура не была копией дореволюционной: в новых условиях не сохранилась прежняя культура, а формировалось новая с другой системой ценностей и антиценностей. Причина заключалась в самом изоляционизме, искусственности диаспоры, отделённости её от основной культуры. Подобная изоляция, экстремальные условия формировали сконцентрированный образ чужого, оригинальную картину мира (см. предыдущий раздел). На сознательном уровне осуществлялась попытка воспроизводства эмиграцией доминирующих черт русской культуры (например, в церковной архитектуре это приводило к отходу от использования широко распространённого в Российской империи классицизма при строительстве новых храмов и ориентации на русский стиль), стихийно шло построение новой культуры с иной картиной мира, традициями и фольклором, что было обусловленного закономерностями развития социума, оторванного от своих корней.
С развитием миссионерской деятельности, а также в связи с тем, что приходы РПЦЗ посещают выходцы из многих традиционно православных стран, РПЦЗ стала позиционировать себя как церковь для всех людей, а не только для выходцев из Российской империи или СССР. По словам первоиерарха РПЦЗ митрополита Илариона, «наша Церковь открыта для всех людей, из разных слоёв и этнических групп, для американцев, для афроамериканцев, для всех… <…> Мы русская Церковь, потому что мы придерживаемся русского пути служения Богу, традициям исповедания веры, сложившимся в России».

### Отношение к Церкви в Отечестве
Сложным и неоднозначным было отношение РПЦЗ к Московскому патриархату. До 2007 года высказывались самые разные оценки — от вполне сочувственных до полного отрицания благодатности, но в целом позиция РПЦЗ по отношению к Московскому патриархату на протяжении XX века становилась всё более жёсткой. До 1940-х годов, несмотря на выпады против митрополита Сергия, РПЦЗ всё же осознавала себя частью единой поместной Русской церкви. Так, 16 августа 1938 года Второй всезарубежный собор РПЦЗ постановил, что прибывающие из России священнослужители, находившиеся в ведении митрополита Сергия, могут быть допущены в церковное общение без всякого чиноприёма, так как они не несут ответственности за его действия. Признавалась благодатность таинств, совершённых митрополитом Сергием. Несмотря на резкую критику в его адрес, в публикациях явно прослеживалось понимание тяжелейшей ситуации, в которой он находился. В годы Второй мировой войны РПЦЗ поддерживала отношения с Украинской и Белорусской православными автономными церквами, считавшими себя в подчинении Московской патриархии.
С 1940-х годов отношение изменилось: высказывания прессы РПЦЗ против патриарха Алексия I были намного более жёсткими, чем высказывания против патриарха Сергия. РПЦЗ стала воспринимать себя церковью неповреждённой, носительницей идей Святой Руси. К критике «сергианства» добавилась и критика экуменических контактов Московского патриархата, активизировавшихся с начала 1960-х годов. Уже в послевоенные годы РПЦЗ, продолжая считать себя частью поместной Русской православной церкви, в качестве другой её части стала рассматривать уже не Московский патриархат, а «катакомбную церковь». Данное понятие ввёл и популяризировал бежавший в 1944 году на Запад деятель иосифлянского движения Иван Андреев. Архиерейский собор 1956 года объявил, что только «Катакомбная Церковь сохранила чистоту и верность духу древней Апостольской Церкви» и пользуется «уважением в народной среде». В 1957 году митрополит Анастасий (Грибановский) говорил о «непереходимой бездне», отделяющей Зарубежную церковь от «советской», на которую «легла печать лжи», отмечая при этом, что «мы неразрывно связаны с Материю Церковью катакомбной, которая подвергается преследованиям со стороны церкви советской». Многие «зарубежники» считали, что все иерархи Московского патриархата являются сознательными сторонниками советского режима, что было неверно. 14 сентября 1971 года Архиерейский собор РПЦЗ принял резолюцию, что РПЦЗ находится в общении с «Катакомбной церковью», но не с Московской патриархией. Весьма характерно для этого периода высказывание первоиерарха РПЦЗ митрополита Филарета в 1980 году: «Катакомбная Церковь в России относится с любовию и полным доверием к Церкви Зарубежной <…>. Признать церковь лукавнующих носительницей и хранительницей благодати мы, конечно, не можем». Вместе с тем, столь однозначную позицию занимали не все в РПЦЗ. Со времени Второй мировой войны говорилось, что должен состояться Поместный собор единой Русской церкви, который и даст окончательные суждения по всем спорным вопросам, в том числе и о наличие благодати в Московском патриархате. Противоречивость отношения РПЦЗ к Московскому патриархату в этот период иллюстрирует, например, то, что в 1974 году в соборном послании Третьего Всезарубежного собора отмечалось, что РПЦЗ находится в общении не только с новомучениками, не признававшими митрополита Сергия, но и с «архиепископом Ермогеном [Голубевым], некоторыми священниками, среди них Николай Гайнов и Димитрий Дудко, вятские миряне во главе с Борисом Талантовым, защитники Почаевской лавры, такие, как Феодосия Кузьминична Варрава, и многие другие». Канонизация Собора новомучеников и исповедников Российских в 1981 году стала восприниматься идеологами РПЦЗ как ещё одно препятствие, разделяющее их с Московским патриархатом, который такую канонизацию в то время не совершил. Понимание невозможности диалога с Московским патриархатом, формировавшееся на протяжении большей части XX столетия, значительно обострилось в период празднования 1000-летия Крещения Руси. 1990-е годы характеризовались усилением конфронтации с Московским патриархатом, связанной с открытием приходов РПЦЗ в России с 1990 года и с имущественными конфликтами на Святой земле в 1997 и 2000 годах.
Канонизация новомучеников и исповедников, в том числе и царской семьи, а также принятие Основ социальной концепции, которые декларировали возможность не подчиняться государству, на юбилейном Архиерейском соборе Русской православной церкви в августе 2000 года были положительно восприняты в РПЦЗ (хотя и не всеми) и положили начало процессу нормализации отношений с Московским патриархатом, которое активизировалось, когда первоиерархом РПЦЗ стал митрополит Лавр (Шкурла). Как отмечал в 2005 году архиепископ Кирилл (Дмитриев), «в своё время некоторые отдельные иерархи и священнослужители здесь, за рубежом, говорили, что Церковь в России — „безблагодатная“, что Она — „не Церковь“, но это не соответствует исконной позиции всей Полноты Русской Зарубежной Церкви. Этого не говорили прежние наши Первоиерархи, ни Митрополит Антоний (Храповицкий), ни Митрополит Анастасий (Грибановский). Этого никогда не говорил ни один Архиерейский Собор Русской Зарубежной Церкви. Мы не имеем на это права, и делать это — значит поступать канонически и церковно неграмотно. Вообще-то вопрос о „благодатности“ — это Божия область, и рассуждать о нём люди не могут».
Даже после подписания Акта о каноническом общении в РПЦЗ ещё оставалось недоверие к Московскому патриархату. Так, в интервью, опубликованном 14 мая 2008 года, наречённый первоиерарх РПЦЗ Иларион (Капрал) признал, что между РПЦЗ и Московским патриархатом «остаются чисто психологические вопросы и преграды. К сожалению, у некоторой части клира и паствы нет доверия к иерархам Русской православной церкви. Но такое отношение с их стороны, как мы видим, постепенно преодолевается братскими встречами, совместными богослужениями и сотрудничеством». Патриарх Кирилл в феврале 2013 года отметил, что «Служение Русской Зарубежной Церкви трудно переоценить. <…> Наши соотечественники стали наполнять храмы Русской Зарубежной Церкви, становиться активными тружениками по возрождению в них церковной жизни. Мы стараемся помогать этим приходам кадрами священнослужителей и монашествующих в тех местах, где есть трудности. Сообща решаются вопросы восстановления храмов и оснащения их утварью. Особенно отрадно наблюдать совместную работу молодёжи наших приходов». В апреле 2017 года в связи с подготовкой празднования 10-летия восстановления канонического общения митрополит Иларион отмечал, что «за это время отношения наши укрепились, стали естественными, братскими, близко духовными. Восстановление отношений дало нам возможность вместе служить в церквях, участвовать в архиерейских соборах, общаться, знакомиться друг с другом, вместе переживать трудности и радости, беспрепятственно посещать святые места. И это радует мирян. Мы также радуемся, когда к нам приезжают архиереи, священнослужители, служат с нами, совершают паломничество по нашим святым местам, монастырям».

### Отношение к поместным православным церквам и инославным христианам
Андрей Псарёв отмечает, что отношение к поместным церквам и неправославным христианам представлено двумя направлениями: «миссионерским» и «охранительным». Первое направление совпадает по времени с годами первоиераршества митрополитов Антония (Храповицкого) (1920—1936) и Анастасия (Грибановского) (1936—1964). Русская зарубежная церковь в этот период резко критиковала введение новоюлианского календаря, но при этом сохраняла евхаристическое общение со время поместными православными церквами, а при митрополите Анастасии в РПЦЗ были приняты общины, в которых богослужение совершалось по новому стилю.
В этот период РПЦЗ поддерживала отношения с инославными, в первую очередь, с англиканами, живые отношения с которыми у Русской зарубежной церкви сохранялись до самой оккупации Югославии в 1940 году. В 1937 году епископ Потсдамский Серафим (Ляде) присутствовал на конференции экуменических движений «Вера и церковное устройство» и «Жизнь и деятельность». II Всезарубежный собор 1938 года принял резолюцию по вопросу об экуменизме, в котором чадам РПЦЗ запрещалось участвовать в экуменическом движении, однако «ради целей миссионерских, по уполномочению церковной власти, представители РПЦЗ могут присутствовать на конференциях, бескомпромиссно разъясняя учение Православной Церкви, ни в коем случае не допуская отклонения от православной точки зрения».
В послевоенный период, наряду с набирающим силу неприятием Московского патриархата, отношения РПЦЗ с другими Поместными церквями деградировали. Главной причиной стали календарная проблема и экуменизм, признание Поместными церквями советского государства и евхаристическое общение с Московским патриархатом. Первоиераршество митрополита Филарета (1964—1985) знаменовало окончательный переход к «охранительному» направлению. Мировоззрение РПЦЗ становилось более изоляционистским и эсхатологичным. Так, в речи на Третьем Всезарубежном соборе в 1974 году первоиерарх РПЦЗ митрополит Филарет сказал: «Мы одиноки в мире, потому что наша Церковь по существу единственная, которая свободна, и свободно может предупреждать мир о той страшной опасности, которая нависла над ним. Мы не с гордостью об этом говорим, а со скорбью, потому что <…> не удаётся убедить „свободный“ мир, что над ним эта опасность нависла. Он мало верит этому. И поэтому в трудном положении одиночества идёт своим путём Зарубежная Церковь». Клирик РПЦЗ протоиерей Николай Карипов отмечал в 2006 году: «Ко второй половине 60-х годов <…> Мы стали думать о себе, что мы не только печальники за Церковь Русскую, но имеем право учить и вмешиваться в дела других Поместных Церквей, и, может быть, вообще являемся Вселенской Церковью: у нас всё есть, нам ничего не надо совне… Мы единственные…». Всё более жёсткой становилась критика экуменизма (во многом под влиянием греков-старостильников), началось принятие без отпускных грамот клириков других поместных церквей на том основании, что «они осудили не Епископов, а лжеепископов и лжеучителей, и не расколом пресекли единство Церкви, но потщились охранити Церковь от расколов и разделений» (15-е правило Двукратного собора). На рубеже 1960—1970-х годов РПЦЗ начала ориентироваться на греческие старостильные церкви как на поместные православные церкви и даже имела недолгий период евхаристического общения как с «матфеитами», так и с «флоринитами». Следствием этого курса явилось анафематствование в 1983 году «новой ереси экуменизма», но без поименования «лжеепископов и лжеучителей». Впрочем, несмотря на подобную изоляцию и звучавшие в РПЦЗ высказывания о безблагодатности «новостильников» и «экуменистов», ни один Собор РПЦЗ не выносил решений, в которых какая-либо из поместных православных церквей объявлялась бы безблагодатной.
При митрополите Лавре (2001—2008) в целом продолжалась «охранительное» направление, однако позиция РПЦЗ стала приближаться к первоначальному подходу. При митрополите Иларионе (Капрале) РПЦЗ восстановила евхаристическое общение с поместными православными церквами; так, в его циркуляре от 20 июня 2011 года отмечается: «Хотя вследствие многих причин наше общение с большинством [Поместных православных церквей] de facto десятилетиями не имелось, оно de jure никогда не прерывалось, и поэтому в формальном восстановлении не нуждается». Восстановления связей с англиканами и другими инославными конфессиями при этом не произошло. По словам благочинного штата Виктория протоиерея Михаила Протопопова, «сегодня мы не имеем никаких серьёзных связей ни с англиканами, ни с католиками, потому что они слишком далеко ушли от того, что так или иначе объединяло нас в прошлом. Так что мы сейчас в основном общаемся с ними по вопросам приобретения их храмов, от которых они сами отказываются». Митрополит Иларион отметил в 2010 году, что, несмотря на добрососедские отношения с инославными церквами, «Зарубежная Церковь исключает какие-либо экуменические инициативы и совместные моления»
Несмотря на то, что бо́льшую часть своей истории РПЦЗ не подчинялась какому-либо церковному центру, она никогда не претендовала на статус автокефальной церкви, рассматривая себя как часть Русской церкви.

### Канонизация святых
Долгое время зарубежное церковное руководство отказывалось совершать канонизации отдельно от Церкви в Отечестве, ссылаясь на невозможность получить согласие всей Церкви. Исключением было начало почитания западных святых первого тысячелетия по инициативе архиепископа Иоанна (Максимовича) в Западно-Европейской епархии. Постепенно самосознание Русской зарубежной церкви менялось. Мнение о себе как об истинной Церкви, противостоящей Московской патриархии, стало основанием для самостоятельных канонизаций, которые начались при митрополите Филарете (Вознесенском) — первым канонизированным в РПЦЗ святым стал Иоанн Кронштадтский в 1964 году.
Самой значительной канонизацией в истории РПЦЗ стала канонизация новомучеников и исповедников Российских, которую совершил 1 ноября 1981 года Архиерейский собор РПЦЗ. К такому решению РПЦЗ шла на протяжении нескольких десятилетий. В РПЦЗ были переработаны традиционные принципы канонизации в лике мучеников — первоначально бежавшим из СССР в 1930 году протоиереем Михаилом Польским, автором труда «Новые мученики российские» (первый том был издан в 1949 году, а второй в 1957-м), имевший особую известность и значение среди изданий послевоенных лет, посвящённых жертвам антирелигиозного террора в СССР. Исходя из признания «советской власти» в СССР по существу антихристианской, Михаил Польский полагал «новомучениками российскими» всех православных христиан, убиенных представителями государственной власти в СССР и Советской России; притом, согласно такой трактовке, христианское мученичество смывает с человека все ранее бывшие грехи. Особые споры вызывал вопрос о канонизации царской семьи. Вплоть до самой канонизации в Русском зарубежье по этому вопросу не было единства; часть прихожан требовала их немедленной канонизации, другая считала, что они не могут быть канонизированы ни при каких обстоятельствах. В Акте о прославлении Николай II величается как «Царь Мученик, Помазанник Божий, носитель идеи Православной Государственности». При этом верность царю ставилась настолько высоко, что были канонизированы даже слуги царской семьи, включая католика Алоизия Труппа и лютеранку Екатерину Шнайдер; такая канонизация инославных не имела исторических аналогий.
Поимённой канонизации Русская православная церковь заграницей в 1981 году не совершала. РПЦЗ не имела доступа к архивам и следственным делам, поэтому решения о прославлении того или иного человека зачастую принимались на основе трудов протопресвитера Михаила Польского, а также публикаций в советской печати. Зарубежная церковь была готова к тому, что её список прославленных новомучеников будет уточняться. Изначально в него вносились сведения о живших и пострадавших до Декларации митрополита Сергия, так как считалось, что более поздние материалы требуют более пристального изучения. Через год после Собора 1981 года в месяцеслове РПЦЗ указаны только память митрополита Киевского и Галицкого Владимира (Богоявленского) и царственных страстотерпцев и обозначена общая память празднования Собора новомучеников. В 1984 году в месяцеслов было внесено 30 имён. В месяцеслове 2005 года их стало 56. После подписания в 2007 году Акта о каноническом общении календарь РПЦЗ стал бессистемно наполняться именами как канонизированных в Московском патриархате новомучеников, так и неканонизированных пострадавших.
После воссоединения в 2007 году РПЦЗ с Московским патриархатом возник вопрос согласования календарей, в связи с чем стало актуально изучение совершённых РПЦЗ канонизаций новомучеников как местночтимых святых.

### Богослужебная практика и приходская жизнь
Будучи Церковью эмигрантов, РПЦЗ стремилась неукоснительно следовать богослужебному чину, каноническому строю и всему русскому церковному укладу, вывезенному в эмиграцию с Родины, и шла на новшества только тогда, когда необходимость в них действительно назрела. Так, ещё в 1923 году Архиерейский собор РПЦЗ отверг использование в литургической жизни нового стиля и иные реформы, принятые на Всеправославном конгрессе в Константинополе под председательством патриарха Мелетия (Метаксакиса). В эмиграции оказалось немало священников, приносивших за границу традиции, имевшие в Русской православной церкви лишь локальное распространение, вставал вопрос и об унификации богослужебных особенностей. Эта проблема стала особенно актуальной во время Второй мировой войны, когда к РПЦЗ присоединилось большое число клириков, эвакуировавшихся из Восточной Европы. Другой причиной появления новых обычаев было влияние на приходы РПЦЗ традиций других Поместных православных церквей. В 1951 году Архиерейский собор РПЦЗ издал указ о единообразии в богослужении, в котором критиковалось допущение многообразных отступлений, умаляющих, а иногда и искажающих смысл богослужения. Некоторые местные традиции не запрещались, а наоборот, вводились во всеобщий обиход. Унификации богослужения способствовало и то, что в РПЦЗ с 1948 года действовала единственная Свято-Троицкая семинария в Джорданвилле, где обучались будущие священники РПЦЗ.
Вместе с тем, строгая приверженность русским богослужебным традициям и, в частности, юлианскому календарю не препятствовала в 1950—1960-е годы принимать в состав РПЦЗ румынские, греческие, арабские, болгарские, голландские и французские церковные миссии и приходы с сохранением для них реформированного юлианского календаря. В 1964—1965 годах стараниями архиепископа Иоанна (Максимовича) и архиепископа Аверкия (Таушева) для этих приходов были поставлены епископ Сен-Денийский Иоанн-Нектарий (Ковалевский), епископ Торонтский Кирилл (Йончев) и епископ Гаагский Иаков (Аккерсдейк). Одно время в составе епископата РПЦЗ находился и румынский новостильный епископ Феофил (Ионеску). В дальнейшем эти приходы покинули РПЦЗ или были переведены на принятый в РПЦЗ литургический стиль. В РПЦЗ были приняты с сохранением принятых в них традиций греческие старостильные приходы, вышедшие из неё в 1986 году. С 1990-х годов РПЦЗ вновь начала принимать в свой состав приходы западного обряда, однако, как отметил митрополит Иларион (Капрал), «все приходы западного обряда следуют старому календарю. <…> Мы принимаем службу по западному обряду как миссионерский инструмент».
Кроме того, в РПЦЗ появились богослужебные особенности, свойственные только ей, например, прошения на ектениях о спасении России, о гонимой Русской церкви и об избавлении родины от безбожной власти. Такие прошения возникли ещё в 1920-е годы, и уже в послевоенное время их тексты были окончательно оформлены. На Великом входе были установлены прошения «о Православном Епископстве гонимыя церкви Российския… О страждущей стране Российской… и о всех гонимых и страждущих за святую веру православную». После 2007 года на мирной ектении вместо «О еже избавити люди своя от горького мучительства безбожныя власти» стали возглашать «О еже избавити люди своя от враг видимых и невидимых». Сразу после образования РПЦЗ в её приходах началось поминовение жертв большевизма. В 1951 году Синод одобрил обычай совершать панихиды в годовщину Октябрьской революции. 26 января 1962 году указом Архиерейского синода было прямо установлено поминовение жертв гонений на веру в России в ближайший воскресный день после 25 января / 11 февраля. К числу богослужебных отличий РПЦЗ относится совершение пасхальных богослужений в белых облачениях вместо красных, как принято в России. В 1960 году в связи с широким распространением воздушного пассажирского транспорта были составлены чины благословения в воздушное путешествие и освящения самолёта, который из-за нежелания вводить в церковнославянский язык неологизмы именовался в тексте «воздушным кораблём». Поскольку с 1950-х годов всё больше людей стали пользоваться личными автомобилями, был составлен специальный чин освящения «колесницы». Впоследствии эти чины стали употребляться и в Московском патриархате. В связи с канонизацией святых в РПЦЗ стали создаваться богослужебные тексты, посвящённые им.
РПЦЗ отказалась от замены церковнославянского богослужебного языка русским, но, ввиду того, что в православие стали переходить местные жители, в миссионерских целях стали использоваться местные языки. Постепенно в Зарубежной церкви появились полностью англо-, франко-, испано-, германоязычные и т. д. приходы. Развитие богослужения на местных языках также оказалось необходимым из-за постепенной утраты эмигрантской молодёжью знания русского языка и, как следствие, понимания церковнославянского. К 1980-м годам подросло поколение, родившееся в эмиграции и имевшее серьёзные проблемы с русским языком, вследствие чего 6 августа 1984 года Архиерейский собор РПЦЗ принял определение о богослужебном употреблении разных языков. В документе была подробно разработана система постепенного перехода в богослужении на местный язык: сначала вводилась исповедь на местном языке, потом на двух языках начинали совершаться некоторые ектении и проповедь, затем на двух языках начинали читать Евангелие и Апостол, затем некоторые возгласы начинали совершаться только на местном языке; только после этого в отдельные дни допускалось совершение богослужения полностью на местном языке. Введение богослужения на местных языках иногда вызывало неприятие, так как для эмигрантов православный храм был не только местом молитвы, но и средоточием всего русского. Несмотря на это ассимиляция приводила к появлению русских приходов с богослужением на местных языках.
Церковная жизнь в эмиграции зачастую начиналась с нуля. Первые храмы зачастую создавались в гаражах, подсобных помещениях, на квартирах, в съёмных помещениях. Особенно много таких храмов было в 1950-е годы, когда только начался массовый приезд эмигрантов в США, Канаду, Австралию. Подобная ситуация продолжается и сегодня во вновь образованных общинах. Особенностью церковной жизни эмиграции состоит в том, что иногда требуется закрытие храма и перенесение его на новое место. Это может быть вызвано отъездом прихожан из-за плохой экономической ситуации или ухудшения криминогенной ситуации. Бывает, что приход, наоборот, растёт, и прежнее помещение становится тесным. Случается, что собственник помещения отказывается продлевать аренду. Таким образом, община может несколько раз сменить место проведения богослужений. Спустя годы, а подчас и десятилетия некоторым общинам удаётся выстроить полноценные храмы. По словам священника РПЦЗ Антония Одайского, «если у православной общины есть свой собственный храм — это считается большой роскошью». Существует практика аренды и приобретения в собственность храмов других конфессий.
Первоиерарх РПЦЗ митрополит Иларион (Капрал) в 2012 году, говоря о отличиях приходской жизни в РПЦЗ от жизни в России, среди прочего, отмечал, что в РПЦЗ «меньше людей в приходе, священник знает почти всех своих прихожан. Значит, есть больший контакт священнослужителей с паствой. И не только священника на приходе, но и Архиерея. Это очень укрепляет внутреннее единство верующих с Архиереем и священниками. Поэтому у нас больше сплочённость. Обязательно совместное чаепитие после богослужения во многих приходах, что сближает людей, все знакомятся друг с другом, находят общие темы разговора, и так рождаются общие проекты собраний, съездов, культурных мероприятий». Священники, как правило, вынуждены работать на светской работе, так как общины часто не могут их обеспечить. Кроме того, «староста, члены церковного совета и сестричества работают добровольно, более того — сами жертвуют на нужды храма». По мнению протоиерея Андрея Филлипса, это «плохо для литургической жизни, потому что храм в таком случае не сможет быть открытым весь день (даже если он официально принадлежит общине), потому что священник на работе. Но даже если священник доступен, то кто будет петь? Хористам тоже нужно работать. Если нет денег на зарплату священникам, то нет и денег на зарплату певчим».

## Первоиерархи РПЦЗ
- 19 ноября 1920 — 10 августа 1936 — Антоний (Храповицкий)
- 10 августа 1936 — 27 мая 1964 — Анастасий (Грибановский)
- 27 мая 1964 — 21 ноября 1985 — Филарет (Вознесенский)
- 22 января 1986 — 10 августа 2001 — Виталий (Устинов)
- 28 октября 2001 — 16 марта 2008 — Лавр (Шкурла)
- 18 мая 2008 — 16 мая 2022 — Иларион (Капрал)
- с 18 сентября 2022 года — Николай (Ольховский)